# Scuderia Ferrari
La Scuderia Ferrari è una squadra corse italiana di Formula 1 con sede a Maranello, sezione sportiva della casa automobilistica Ferrari. Dal 2024 viene iscritta al campionato mondiale di Formula 1 con il nome di Scuderia Ferrari HP, per motivi di sponsorizzazione.
Fondata da Enzo Ferrari nel 1929, nel corso dei decenni si è imposta come una delle squadre più note e titolate nell'automobilismo sportivo mondiale. Ha principalmente legato il suo nome al mondiale di Formula 1, in cui è presente fin dalla sua istituzione e in cui ha conquistato 15 volte il titolo piloti e 16 quello costruttori, record assoluti in entrambe le categorie. Ha inoltre riportato numerosi successi nelle competizioni per vetture Sport Prototipo e Gran Turismo come il campionato del mondo sportprototipi, dove ha vinto 12 titoli costruttori, in gare di durata come la 24 Ore di Le Mans, la 24 Ore di Daytona e la 12 Ore di Sebring, e in serie minori come la Formula Tasman. Tra i suoi trionfi più prestigiosi annovera le vittorie nelle tre maggiori competizioni mondiali su tracciato stradale, ovvero la Targa Florio, la Mille Miglia e la Carrera Panamericana.
Dal 1929 al 1937 è stata allestita dalla S.A. Scuderia Ferrari, che correva con automobili fornite in esclusiva da Alfa Romeo, andando così a rappresentare ufficiosamente il reparto corse della casa milanese. Nel 1939, dopo due anni di sospensione dell'attività agonistica, la squadra è rinata, questa volta in forma indipendente, sotto il nome di Auto Avio Costruzioni; dal 1947 ha ripreso la denominazione di Scuderia Ferrari. Nel 1969, insieme a tutte le proprietà del marchio del Cavallino, anche la squadra corse viene acquistata da FIAT. La divisione della Ferrari a cui è delegato l'allestimento della Scuderia è la Gestione Sportiva (GES); il supporto a team e clienti che competono con vetture Ferrari private è delegato invece al dipartimento Ferrari Corse Clienti.
In conseguenza a contratti di sponsorizzazione, al nome della squadra può essere affiancato quello di un title partner, ruolo che per la Scuderia Ferrari è stato storicamente rappresentato, dal 1997 al 2021, da Philip Morris International attraverso i marchi Marlboro (presente a livello pubblicitario sulle vetture del Cavallino già dagli anni 70 del XX secolo) e Mission Winnow; dal 2024 il ruolo di title sponsor è appannaggio di HP. Nel 2013 è la scuderia motoristica sportiva più ricca tra quelle della Formula 1 e della NASCAR, piazzandosi inoltre al 21º posto nella classifica delle 50 società sportive più ricche del globo, con un valore complessivo stimato in 1,2 miliardi di dollari; i suoi contratti pubblicitari hanno un valore di circa 250 milioni di dollari l'anno.

## Storia

### Il contesto
Nell'autunno del 1929 Enzo Ferrari aveva ottenuto una preliminare promessa di partecipazione, dalla Pirelli e dall'Alfa Romeo, a una eventuale squadra corse. L'idea di Ferrari era quella di creare una struttura esterna alle due aziende che le sollevasse dagli oneri e dai costi organizzativi, trasferendoli sui gentleman-driver desiderosi di competere, e sugli organizzatori dei vari circuiti, disposti a pagare sostanziosi ingaggi pur di avere piloti celebri che attirassero il pubblico. Le prime adesioni furono quelle dei fratelli Alfredo e Augusto Caniato, gentleman-driver ferraresi ai quali Enzo Ferrari aveva appena venduto un'Alfa Romeo 6C 1500 Corsa, disposti a sborsare una sostanziosa porzione del capitale necessario.

### La fondazione
L'occasione per completare la cordata di finanziatori si presentò il 12 ottobre, nel corso delle celebrazioni per il record mondiale di velocità conquistato a Cremona da Baconin Borzacchini su Maserati Tipo V4. Per festeggiare il primato della casa felsinea, il podestà Leandro Arpinati e l'Automobile Club avevano organizzato una cena di gala, nella Casa del Fascio di Bologna, alla quale erano invitati piloti, personalità della politica e dello sport, oltre a facoltosi appassionati. Fu al termine di quella cena che a Enzo Ferrari e Alfredo Caniato si aggiunse Mario Tadini, facoltoso pilota bolognese. Caniato e Tadini si assunsero le spese di gestione, e la fondazione della squadra venne decisa in quella sera.
Per i dettagli dell'accordo fu incaricato l'avvocato Enzo Levi, padre del più noto Arrigo, che riuscì a comporre gli oneri, le esigenze e gli obiettivi delle varie parti in una bozza di atto costituente, poi formalizzato il 16 novembre dal notaio Alberto Della Fontana e omologato dal tribunale di Modena il 29 novembre 1929. Veniva così fondata ufficialmente la Società Anonima Scuderia Ferrari, con sede a Modena in Via Trento e Trieste, per la durata prevista di due anni, dal 16 novembre 1929 al 16 novembre 1931, con il dichiarato scopo di "compera di automobili da corsa di marca Alfa Romeo e partecipazione colle stesse alle Corse incluse nel calendario nazionale sportivo e nel calendario della Associazione Nazionale Automobil Clubs". La neonata squadra automobilistica si legò quindi all'Alfa Romeo, che divenne fornitrice del team modenese, soprattutto perché, così facendo, aveva la possibilità di partecipare a più gare e di aumentare la popolarità del proprio marchio, sopportando minori spese.
Il 15 gennaio 1930 si riunì per la prima volta il consiglio di amministrazione della S.A. Scuderia Ferrari nelle persone di Alfredo Coniato, Enzo Ferrari e Mario Tadini. La riunione ebbe luogo a Bologna in via Montegrappa 6 nei locali dell'Agenzia Alfa Romeo. In tale data la situazione della società era la seguente:
- Presidente: Mario Tadini
- Consigliere Delegato - Direttore: Enzo Ferrari
- Capitale sociale: 200 000 lire
- Numero azioni: 200
- Azionariato: Alfredo e Augusto Caniato e Mario Tadini (130 azioni per 130 000 lire), Enzo Ferrari (50 azioni per 50 000 lire), S.A. Alfa Romeo (10 azioni per 10 000 lire), Ferruccio Testi (5 azioni per 5 000 lire), S.A. Pirelli (5 azioni per 5 000 lire).

### L'esordio

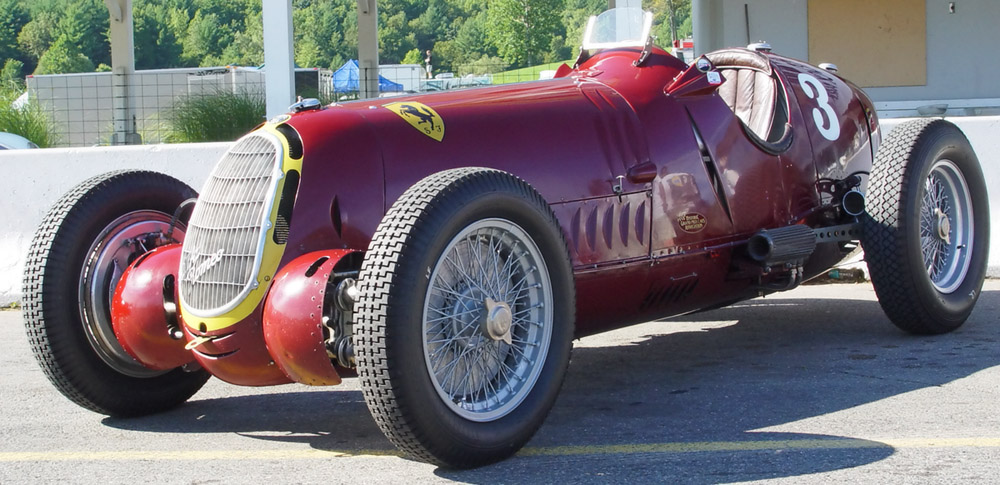
Un'Alfa Romeo 8C 35 del 1935, marchiata sul cofano motore con il simbolo della Scuderia Ferrari.

La squadra esordì alla IV Mille Miglia, il 26 marzo 1930, mettendo in campo tre Alfa Romeo 6C 1750 condotte da Luigi Scarfiotti, Eugenio Siena e Mario Tadini, ma nessuno dei tre piloti raggiunse il traguardo. L'anno seguente Enzo Ferrari riuscì a creare la propria squadra corse ufficiale, che comprendeva anche piloti del calibro di Tazio Nuvolari e Luigi Fagioli, e che colse negli anni seguenti importanti risultati, tra cui vittorie alla Targa Florio e alla 24 Ore di Le Mans, esordendo quindi anche nelle competizioni internazionali. Nel 1933, però, l'Alfa Romeo si ritirò dalle competizioni e cedette le sue vetture a Ferrari.
Visti gli ottimi risultati conseguiti dalla S.A. Scuderia Ferrari, l'Alfa Romeo cominciò a pianificare il ritorno ufficiale alle competizioni. Dopo avere raggiunto un accordo con l'Alfa, il 30 dicembre 1937, la S.A. Scuderia Ferrari venne liquidata ed Enzo Ferrari venne assunto come direttore sportivo della neonata Alfa Corse. A causa però di numerosi contrasti e divergenze d'opinione con i vertici dell'azienda, l'avventura durò molto poco e già nel 1939 il Drake ruppe i rapporti con l'Alfa Romeo e fondò a Modena nuovamente una propria impresa, la Auto Avio Costruzioni, che dopo alcuni anni e scaduti i termini del contratto con la casa milanese (che gli impediva di realizzare vetture sportive), subito si dedicò alla creazione di queste ultime. Quattro anni più tardi gli stabilimenti della Auto Avio Costruzioni vennero trasferiti a Maranello.

## Competizioni

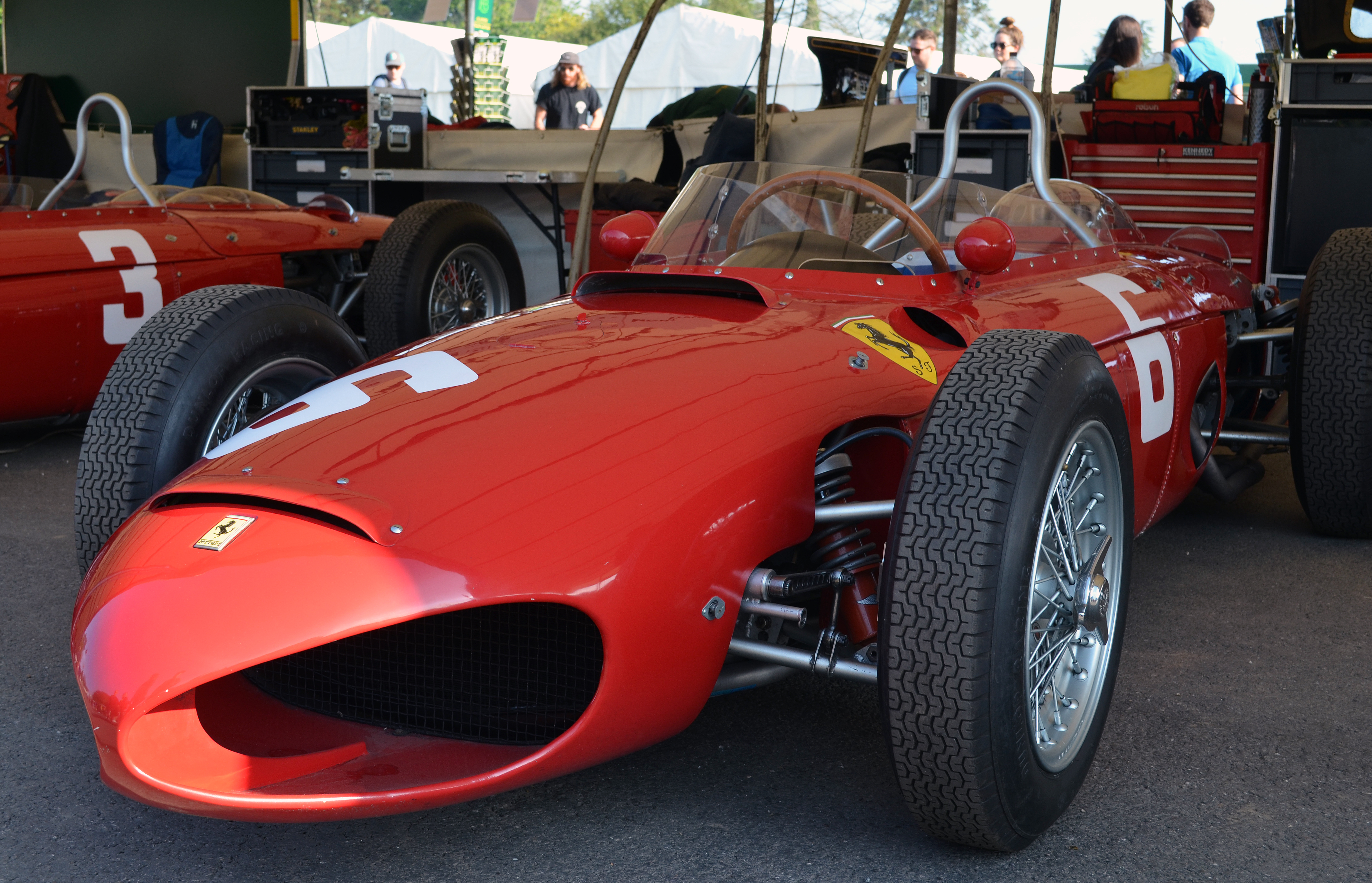
La 156 F1, prima monoposto Ferrari a laurearsi campione del mondo costruttori in Formula 1 (1961).

La Scuderia Ferrari è stata impegnata in vari tipi di competizioni automobilistiche, in particolar modo in quelle per vetture monoposto, dove svetta il campionato mondiale di Formula 1, e per vetture Sport Prototipo e Gran Turismo, la cui massima espressione fino al 1992 è stata il campionato del mondo sportprototipi. Nei suoi primi anni di vita, inoltre, la Scuderia Ferrari si è impegnata anche nel motociclismo.
La Scuderia Ferrari è l'unica squadra ad aver partecipato a tutte le stagioni di Formula 1 ed è quella che detiene il maggior numero di record, tra cui quindici titoli piloti (il primo conquistato nel 1952 con Alberto Ascari e l'ultimo conseguito nel 2007 con Kimi Räikkönen) e sedici titoli costruttori (il primo nel 1961 e l'ultimo nel 2008). Inoltre è quella che ha messo a segno più successi in un singolo Gran Premio, 248.
Michael Schumacher è stato il pilota più vittorioso alla guida di una Ferrari, avendo collezionato cinque titoli piloti consecutivi (dal 2000 al 2004) e 72 vittorie (dal 1996 al 2006) nell'arco di 179 gare (record di presenze di un pilota con la Scuderia Ferrari).

### Automobilismo

#### Formula 1

##### Costruttore

Alberto Ascari

La Scuderia Ferrari è la squadra automobilistica più vincente nella storia della Formula 1, visto che ha conquistato sedici campionati mondiali costruttori di Formula 1, a cui si aggiungono quindici campionati mondiali piloti.
Il debutto della Scuderia nel campionato mondiale di Formula 1 risale al 1950 al Gran Premio di Monaco, la seconda prova stagionale, dove giunse seconda grazie ad Alberto Ascari. Nella stessa stagione arrivò seconda anche nel Gran Premio d'Italia, sempre grazie ad Ascari. La prima pole position e la prima vittoria arrivarono invece l'anno seguente al Gran Premio di Gran Bretagna grazie a José Froilán González.
Il primo campionato del mondo piloti conquistato dalla Ferrari (quello costruttori, all'epoca, non esisteva ancora) fu nella stagione 1952, quando Ascari si laureò campione del mondo su una Ferrari 500 F2. Ascari replicò la vittoria nel campionato anche nel 1953. Nelle stagioni 1954 e 1955 la Scuderia non si ripeté a causa dell'agguerrita concorrenza della Mercedes che conquistò, in entrambi gli anni, il titolo iridato piloti. La Ferrari tornò a conquistare il mondiale piloti nel 1956 grazie alla vittoria di Juan Manuel Fangio su una Lancia D50, vettura venduta al Cavallino dall'omonima casa automobilistica italiana per via del ritiro dalle corse di quest'ultima, che fu causato dalla morte del suo pilota di punta, Ascari, nel frattempo passato alla Lancia. Il successo nel campionato piloti fu ripetuto nel 1958 grazie a Mike Hawthorn; nella stessa stagione fu istituito il campionato costruttori, che fu però vinto dalla Vanwall.

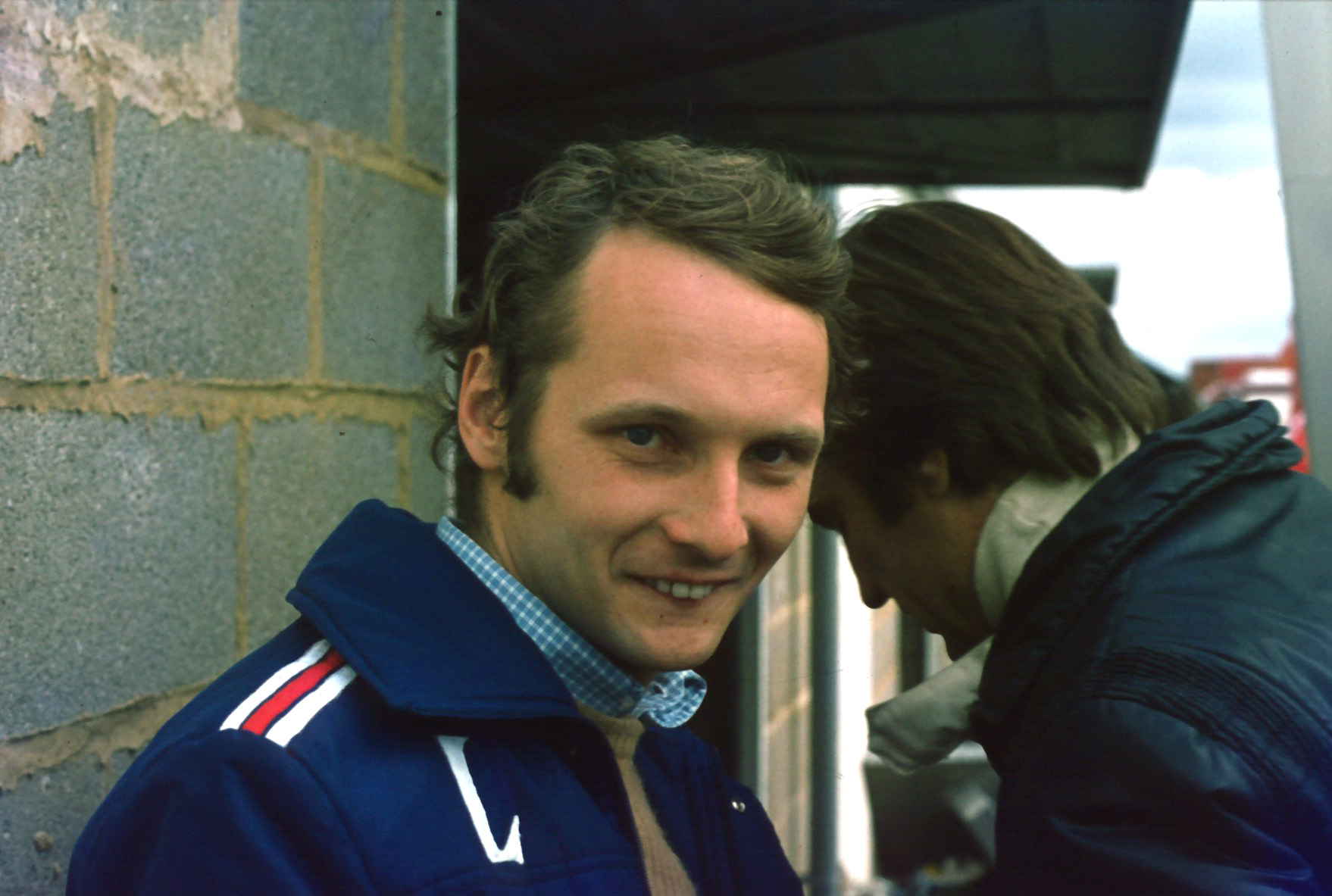
Niki Lauda

Dopo qualche stagione di digiuno, il successo tornò nel 1961 con la conquista del mondiale piloti, grazie a Phil Hill, e del mondiale costruttori. Nella stessa stagione morì Wolfgang von Trips in un incidente avvenuto al Gran Premio d'Italia: all'autodromo di Monza persero la vita, oltre al pilota, anche 15 spettatori. Questa sciagura è, a tutt'oggi, il più grave incidente nella storia del Campionato mondiale di Formula 1, ed è stato il primo ad essere trasmesso in televisione. Dopo qualche stagione interlocutoria, dove la Ferrari non riuscì a vincere il titolo iridato, avvenne la conquista, nel 1964, del titolo piloti grazie a John Surtees e di quello costruttori; Surtees è ancora oggi l'unico pilota della storia del motorismo ad aver vinto il titolo iridato sia nel motomondiale sia in Formula 1.
Dopo undici anni di vittorie nei Gran Premi che non portarono però alla conquista di nessun titolo mondiale, arrivò il successo, nel 1975, grazie a Niki Lauda, sia nel campionato piloti sia in quello costruttori. Il 1976 fu caratterizzato da un evento tragico: lo spaventoso incidente di Lauda sul circuito del Nürburgring. Nello stesso anno la Ferrari vinse il mondiale costruttori ma non quello piloti. La doppietta venne conquistata nel 1977, con la vittoria in entrambi i campionati, con quello piloti che fu ad appannaggio di Lauda. Nel 1979 fu invece la volta di Jody Scheckter, che vinse il mondiale piloti, a cui si aggiunse, per la Ferrari, quello costruttori.

Michael Schumacher, il più vincente alla guida di una Ferrari in Formula 1.

Nel 1982 un altro evento luttuoso: la morte di Gilles Villeneuve sul circuito di Zolder; sempre nello stesso anno avvenne anche lo spaventoso incidente a Didier Pironi, che costò al pilota la fine della carriera. Nel 1982 la Ferrari riuscì comunque a conquistare il mondiale costruttori anche grazie a Patrick Tambay e Mario Andretti, che sostituirono Villeneuve e Pironi. Nel 1983 il titolo costruttori fu di nuovo appannaggio di Maranello.
Dopo un digiuno durato sedici anni, la Ferrari tornò a vincere il mondiale costruttori nel 1999 grazie a Michael Schumacher, a Eddie Irvine e a Mika Salo (che sostituì il tedesco per sei gare in seguito all'infortunio subìto a Silverstone). Quindi nel 2000 Schumacher riportò il titolo piloti a Maranello dopo ventuno anni di assenza: fu l'inizio di uno dei cicli più vincenti nella storia della massima formula motoristica, con il tedesco sempre titolato nel quinquennio 2000-2004; a questi, Ferrari affiancò anche la conquista del mondiale costruttori. Quest'ultimo fu vinto dalla Ferrari anche nel biennio 2007-2008, nel primo caso con Kimi Räikkönen a imporsi anche nel campionato piloti.
Rimangono questi gli ultimi successi mondiali della scuderia di Maranello, da allora rimasta ai vertici della categoria ma senza andare al di là di vittorie in Gran Premi.

##### Motorista

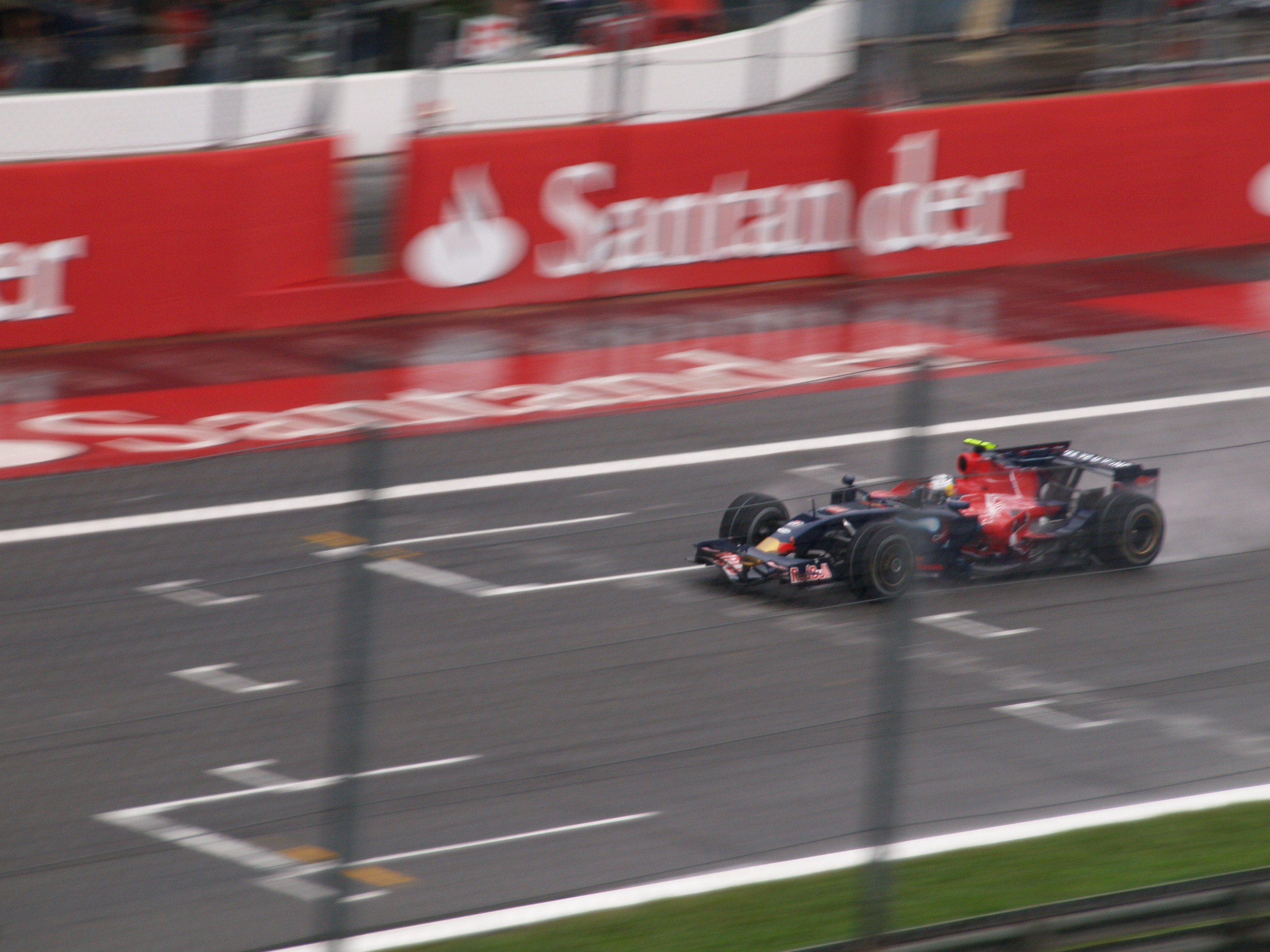
La vittoria della Toro Rosso STR3 di Sebastian Vettel al Gran Premio d'Italia 2008, l'unica conseguita da Ferrari in Formula 1 come motorista di una scuderia cliente.

Parallelamente all'attività di costruttore, nel corso degli anni Ferrari ha lavorato come motorista fornendo i suoi propulsori, in forma ufficiale, a diverse scuderie clienti.
Tale attività ebbe sporadicamente inizio nel corso degli anni 60 del XX secolo quando, per sole tre gare tra il 1960 e il 1966, collaborò con la britannica Cooper. Ciò rimase un unicum per il successivo quarto di secolo, finché nella stagione 1991 la casa italiana tornò a fornire motori a un team esterno, la faentina Minardi. Da qui in avanti l'attività di motorista prese definitivamente piede in seno a Maranello. Dal 1992 al 1993 i propulsori Ferrari equipaggiarono i telai Dallara prima e Lola poi della bresciana Scuderia Italia, mentre nel 1997 ebbe inizio quella che è tuttora la collaborazione più duratura tra la Scuderia e un team esterno, la svizzera Sauber: nella sua prima fase, conclusasi nel 2005, le unità di Maranello erano state ribattezzate "Petronas" per ragioni commerciali, mentre nella seconda fase, in essere dal 2010, il nome "Ferrari" affianca a tutti gli effetti quello della squadra elvetica – peraltro ridenominata Alfa Romeo dal 2019 al 2023, sempre per motivi pubblicitari. Una situazione analoga si ebbe nel 2001, quando i motori forniti dal Cavallino alla francese Prost furono ribattezzati "Acer".
Nel 2006 fu la volta dell'anglo-austriaca Red Bull, seguita nel 2007 dall'olandese Spyker; sempre nello stesso anno Ferrari iniziò un'altra lunga collaborazione con la Toro Rosso (erede della Minardi), durata ininterrottamente fino al 2013 e con una successiva appendice nella stagione 2016: a questa partnership è legata l'unica vittoria in Formula 1 di un motore di Maranello non conseguita dalla Scuderia, quella della STR3 di Sebastian Vettel al Gran Premio d'Italia 2008. Nel mezzo ci furono le brevi collaborazioni con l'asiatica Force India (erede della Spyker) nel 2008 e con l'anglo-moscovita Marussia tra il 2014 e il 2015.
Dal 2016 è in essere la fornitura alla statunitense Haas.

#### Sport Prototipo e Gran Turismo

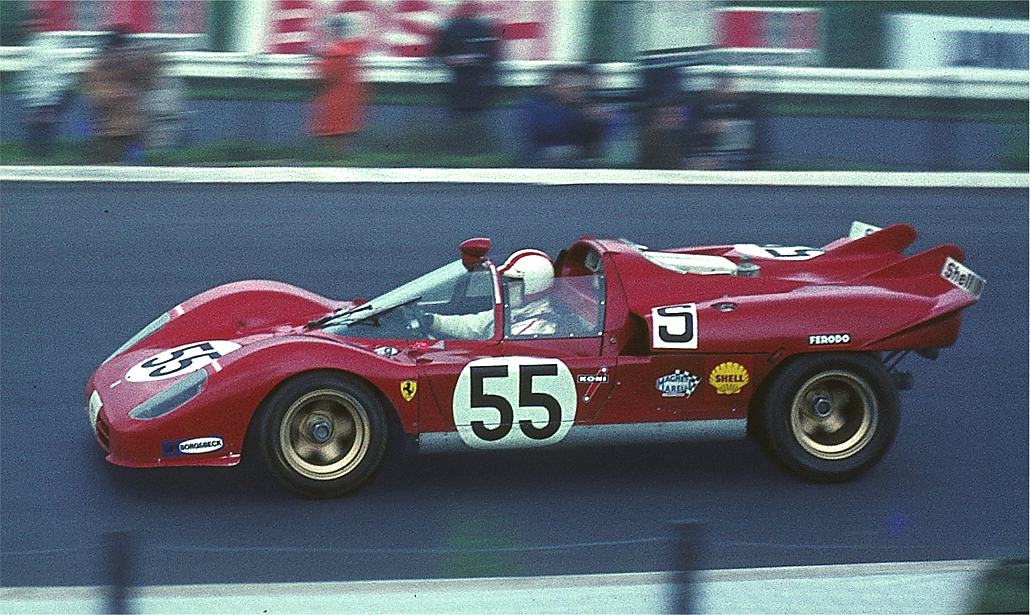
Nino Vaccarella a bordo di una 512 S nella 1000 km del Nürburgring (1970)

La Scuderia Ferrari primeggiò tra gli sportprototipi fin dall'istituzione del primo mondiale nel 1953, rivaleggiando con le più grandi case dell'epoca: celebri furono le "guerre" Cobra-Ferrari e Ferrari-Ford nel decennio seguente. Il Cavallino continuò a gareggiare ininterrottamente nella serie fino al 1973, quando, per volere di Enzo Ferrari e per i successivi cinquant'anni, passò a concentrarsi esclusivamente sulla Formula 1. In questo mezzo secolo di assenza dall'endurance, l'unica eccezione fu rappresentata dal progetto semiufficiale 333 SP di metà anni 90. Il ritorno in forma ufficiale della Ferrari negli sportprototipi avviene nel 2023, nella categoria LMH del campionato del mondo endurance (WEC), con una struttura gestita in collaborazione tra il reparto Competizioni GT di Maranello e la squadra piacentina AF Corse, proseguendo così un sodalizio cominciato nel 2006 nel FIA GT.
Tra le sue vittorie nell'endurance, la Ferrari ha conseguito 12 campionati del mondo sportprototipi, un record che solo Porsche ha in seguito eguagliato (correndo però fino alla soppressione della serie nel 1992). Inoltre si è aggiudicata per 12 volte la classifica assoluta della più prestigiosa corsa di durata al mondo, la 24 Ore di Le Mans, con gli ultimi trionfi arrivati nel triennio 2023-2025, in coincidenza col rientro ufficiale (dopo cinquant'anni) con la 499P. Anche in Nord America ha ottenuto numerosi successi in corse importanti come la 24 Ore di Daytona, la 12 Ore di Sebring e la Petit Le Mans. Infine le vittorie alle 24 Ore di Spa e del Nürburgring rendono Ferrari l'unico marchio, assieme a Porsche, ad aver trionfato in tutte le più prestigiose gare di durata.
La Ferrari, inoltre, è oggi impegnata nel settore delle Gran Turismo con il dipartimento Ferrari Corse Clienti, nato nel 1993 per affiancare l'operato della Scuderia con le monoposto. Tale struttura fornisce supporto tramite la divisione Competizioni GT ai team clienti che partecipano ai numerosi campionati a livello globale, il più importante dei quali è il WEC, sorto nel 2012 dalla collaborazione tra la FIA e l'ACO. In tale serie la Ferrari, rappresentata da AF Corse, è stata capace di mettere in bacheca sette titoli costruttori e cinque campionati piloti tra le vetture GT, oltre a quattro vittorie di classe e una assoluta alla 24 Ore di Le Mans; anche il team statunitense Risi Competizione, similmente, riceve il supporto dei piloti ufficiali Ferrari impegnati nel WEC per competere, nell'IMSA, alle 24 Ore di Daytona, 12 Ore di Sebring e Petit Le Mans.

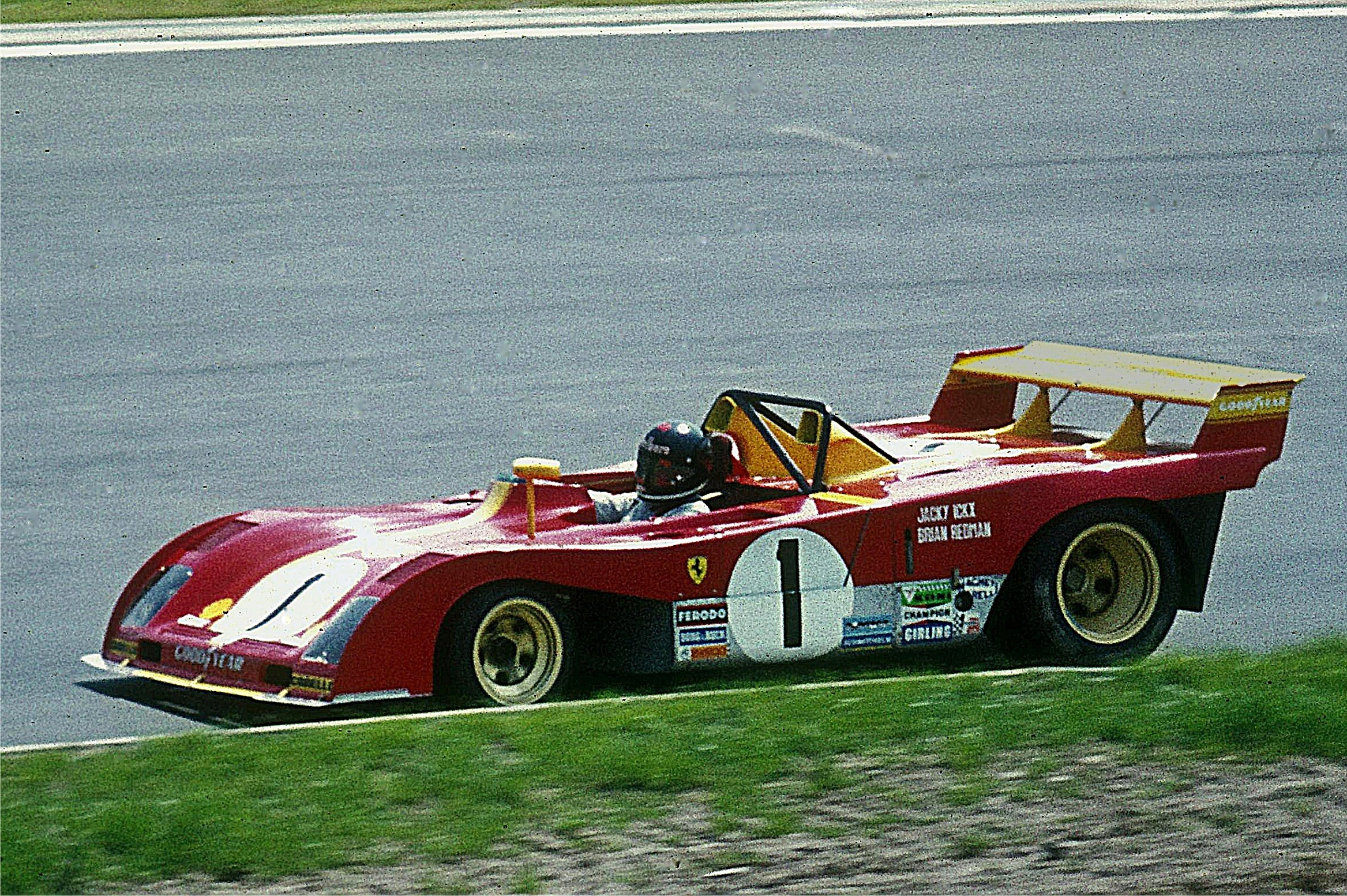
Jacky Ickx su una Ferrari 312 PB nel 1973

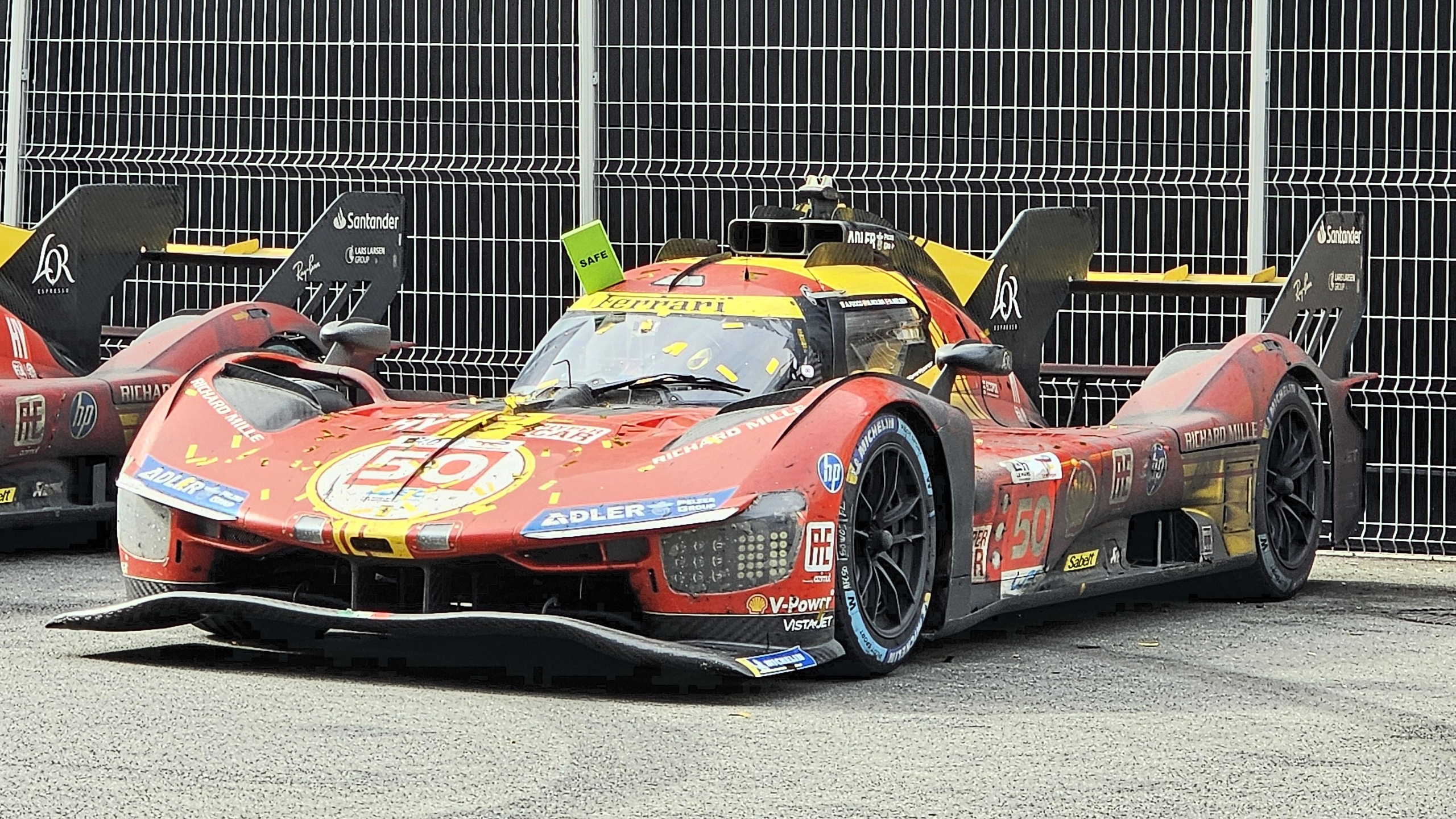
La Ferrari 499P, vincitrice assoluta alla 24 Ore di Le Mans nel triennio 2023-2025.

Qui di seguito sono riportati i risultati più prestigiosi messi a segno dalla Scuderia Ferrari o dalle proprie squadre clienti con vetture Sport Prototipo e Gran Turismo:
- Campionato del mondo sportprototipi: 12 titoli costruttori (1953, 1954, 1956, 1957, 1958, 1960, 1961, 1962, 1963, 1964, 1967 e 1972).
- Campionato del mondo endurance: 7 titoli costruttori GT (2012, 2013, 2014, 2016, 2017, 2021 e 2022) e 5 piloti GT (2013, 2014, 2017, 2021 e 2022).
- Intercontinental Le Mans Cup: 2 titoli costruttori (GT2 2010 e GTE Pro 2011) e 1 titolo team GTE Pro (2011).
- 24 Ore di Le Mans: 12 vittorie assolute (1949, 1954, 1958, 1960, 1961, 1962, 1963, 1964, 1965, 2023, 2024 e 2025) e 29 di classe (ultime nel 2021), incluse 4 vittorie in classe GTE Pro (2012, 2014, 2019 e 2021), 2 in classe GT2 (2008, 2009) e 4 in classe GTE Am (2015, 2016, 2017 e 2021).
- 24 Ore di Daytona: 5 vittorie assolute (1963, 1964, 1967, 1972 e 1998) e 17 di classe (ultima nel 2024), inclusa una vittoria in classe GTD Pro (2024) e 1 in classe GTD (2014).
- 12 Ore di Sebring: 12 vittorie assolute (1956, 1958, 1959, 1961, 1962, 1963, 1964, 1970, 1972, 1995, 1997 e 1998) e 38 di classe (ultima nel 2022), incluse 3 in classe GT2 (2007, 2009, 2010) e 2 in classe GTD (2016, 2022).
- 24 Ore di Spa: 4 vittorie assolute (1949, 1953, 2004 e 2021).
- 24 Ore del Nürburgring: 1 vittoria assoluta (2023)
- Targa Florio: 7 vittorie assolute (1948, 1949, 1958, 1961, 1962, 1965 e 1972).
- Mille Miglia: 7 vittorie assolute come costruttore (1948, 1949, 1950, 1951, 1952, 1953 e 1957).
- Carrera Panamericana: 2 vittorie assolute (1951 e 1954).
- Petit Le Mans: 1 vittoria assoluta (1998) e 10 di classe (ultima nel 2024), incluse 4 vittorie in classe GTE Pro/GTLM (2011,2012, 2016, 2019), 2 in classe GT2 (2008, 2009), 3 in classe GTD (2018, 2020 e 2024) e 1 in classe GTE Am (2011).
- 12 Ore di Bathurst: 2 vittorie assolute (2014 e 2017).
- FIA GT Championship: 2 titoli team GT1 (2003 e 2004) e 3 piloti GT1 (2003, 2004 e 2005), 3 titoli costruttori GT2 (2006, 2007 e 2009), 5 Team GT2 (2001, 2006, 2007, 2008 e 2009) e 4 piloti GT2 (2001, 2006, 2007 e 2008).
- GT World Challenge Europe Endurance Cup: 2 titoli piloti (2020, 2021) e 1 titolo team (2020).
- DTM: 1 titolo team (2021)
- ALMS: 1 titolo costruttori GT2 (2007), 2 team GT2 (2006 e 2007) e 1 piloti GT2 (2007).
- IMSA SportsCar Championship: 2 titoli costruttori GTD (2015 e 2017), 3 titoli piloti GTD (2015, 2016 e 2017) e 3 titoli team GTD (2015, 2016 e 2017).
- NAEC: 1 titolo piloti GTD Pro (2022), 1 titolo team GTD Pro (2022), 1 titolo costruttori GTD (2014), 2 titoli piloti GTD (2014 e 2016) e 1 titolo team GTD (2014).
- Grand-Am Rolex Sportscar Series: 2 titoli costruttori GT (2012 e 2013), 2 titoli piloti GT (2012 e 2013) e 2 titoli team GT (2012 e 2013).
- IMSA GT Championship: 1 titolo costruttori WSC (1995).

#### Ferrari Challenge

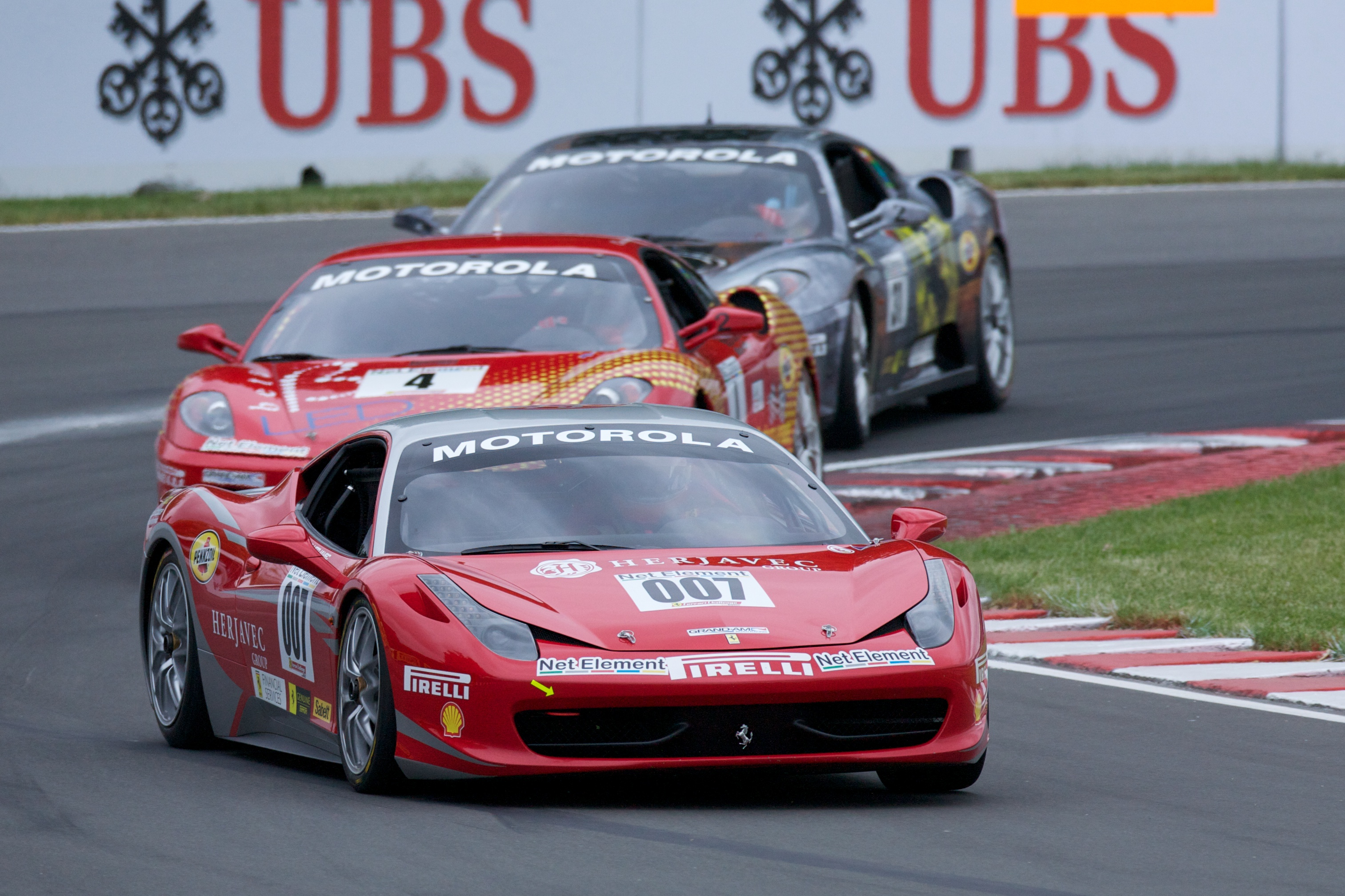
Una Ferrari 458 Italia e due F430 impegnate in una prova del Ferrari Challenge 2011 in Canada

Il Ferrari Challenge è una competizione sportiva monomarca creata nel 1992 per i possessori della 348. Comprende tre campionati ufficiali: negli Stati Uniti, in Italia e in Europa. I concorrenti di ciascuna serie si riuniscono in un evento annuale, le finali mondiali. Dal 2007, il Ferrari Challenge ha utilizzato esclusivamente la F430; tuttavia, è stato possibile utilizzare anche la più moderna versione Challenge della 458 Italia. Dal 2017 la 458 Italia è a sua volta sostituita dalla 488 GTB.
Ci sono tre serie distinte ma nel 2001 il numero di campionati era di cinque, con tre serie in Europa, una negli Stati Uniti, e una in Giappone. Dal 2001, il Ferrari Challenge è gestito dalla Ferrari, con la creazione del Reparto Corse Clienti.
Il Ferrari Challenge ha anche ispirato altre serie nazionali a livello di club campionati che non sono direttamente affiliati con la Ferrari stessa. Il Ferrari Scandinavia Challenge è un campionato non ufficiale con eventi in Finlandia, Svezia e Danimarca. È stato creato nel 2001 e non è esclusiva per le vetture più recenti Challenge. Nel Regno Unito vi è una serie simile non ufficiale che comprende tre campionati per auto vecchie, che è organizzata dal Club Ferrari Owners.

### Motociclismo
La Scuderia Ferrari è stata impegnata anche in competizioni motociclistiche dal 1932 al 1934 con moto di marca Rudge e Norton, conquistando 3 titoli nazionali e 44 vittorie.

## Gestione Sportiva

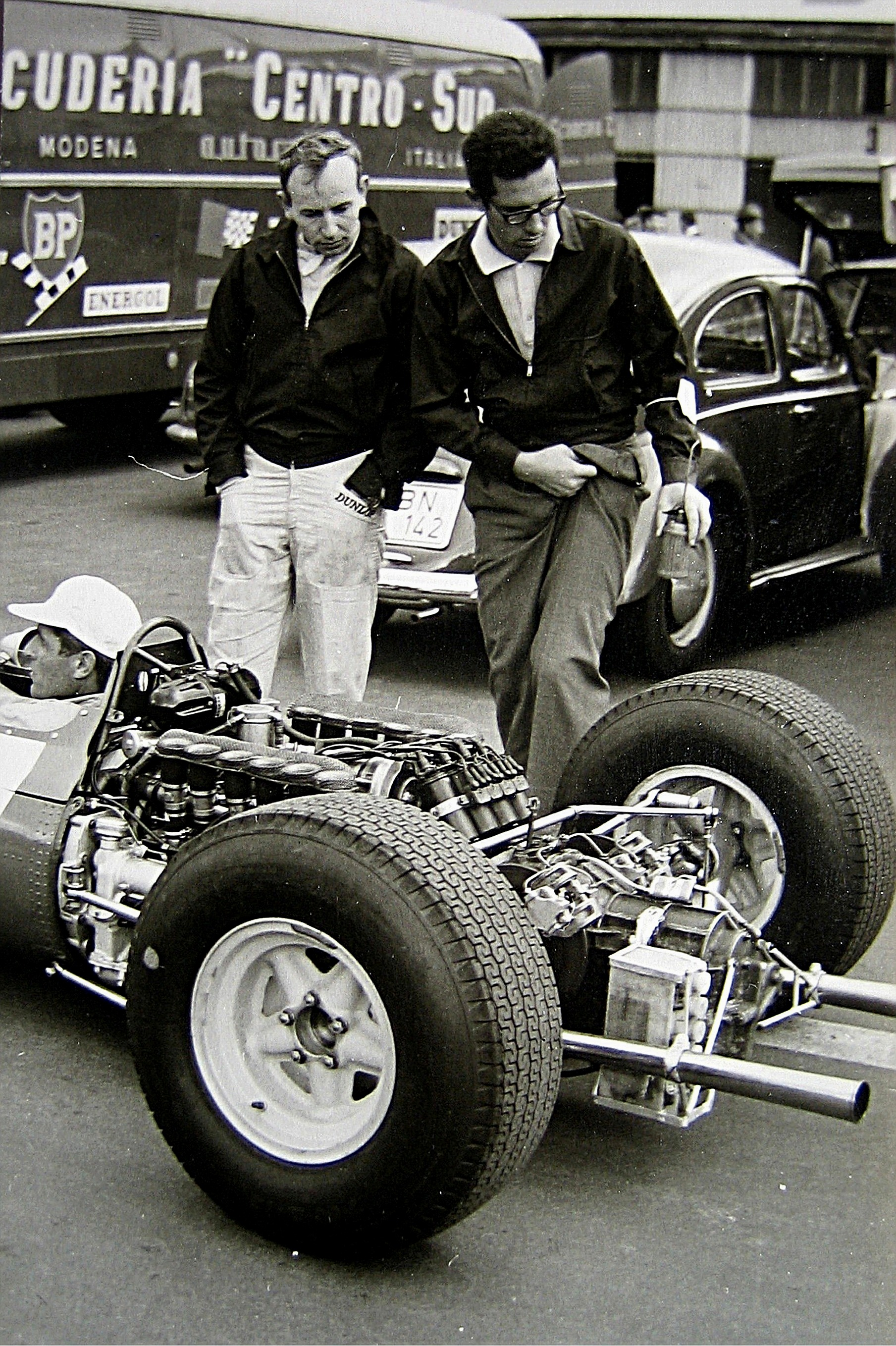
Mauro Forghieri (destra), storico direttore tecnico della Scuderia, qui nel 1965 con il pilota John Surtees davanti a una Ferrari 158.

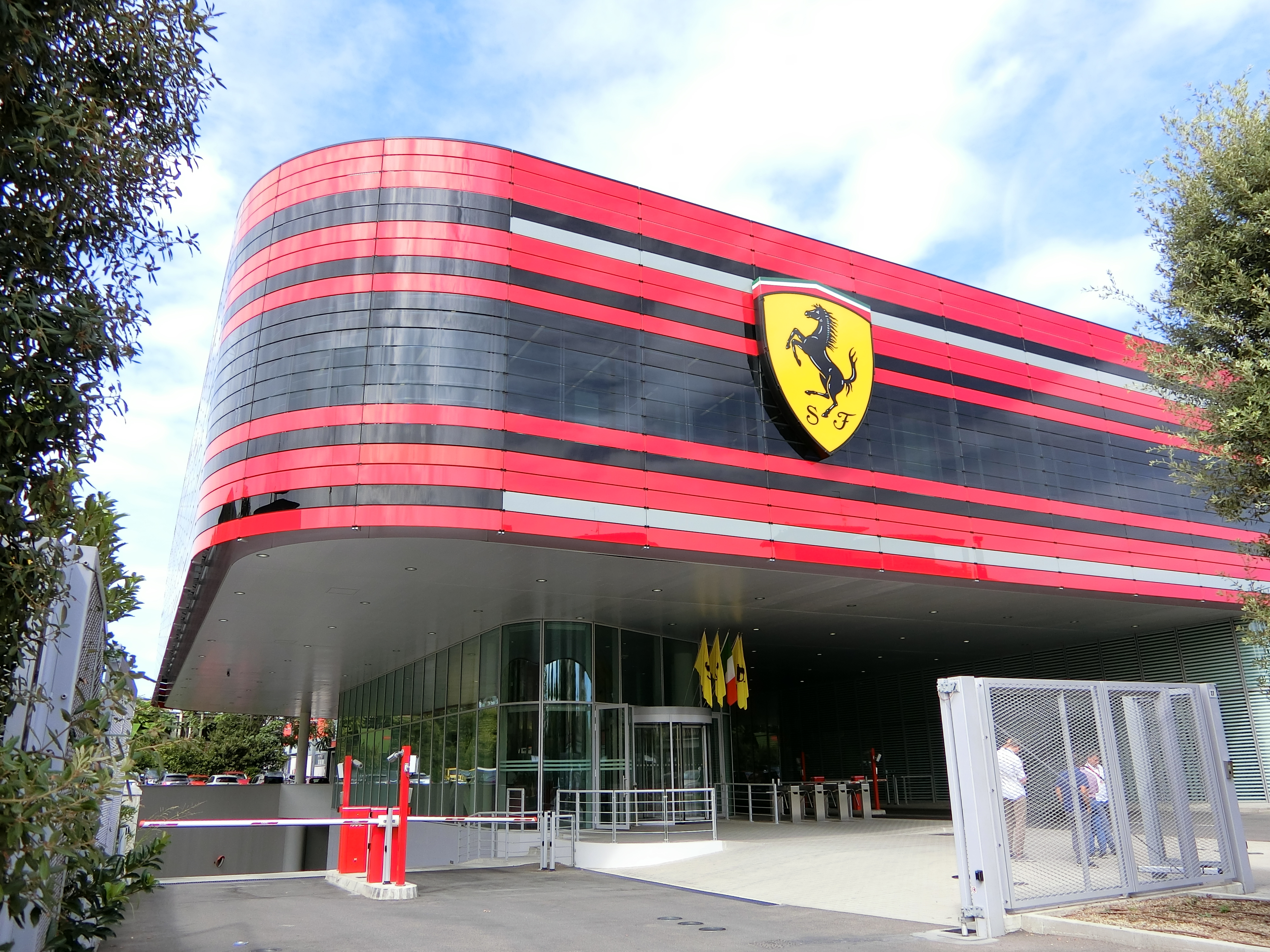
Il quartier generale della Gestione Sportiva all'interno dello stabilimento di Maranello (2017)

I principali ruoli attualmente definiti per la Gestione Sportiva (GES) sono:
Scuderia
- Piloti: Charles Leclerc, Lewis Hamilton
- Team Principal: Frédéric Vasseur
- Vice Team Principal: Jérôme d'Ambrosio
- Direttore tecnico telaio: Loïc Serra
- Direttore tecnico Power Unit: Enrico Gualtieri
- Direttore tecnico dell'aerodinamica: Diego Tondi
- Direttore sportivo: Diego Ioverno
- Direttore della performance del veicolo: Marco Adurno
- Consulente tecnico: Rory Byrne
- Responsabile delle strategie di gara: Ravin Jain
- Direttore della produzione e fornitura: Enrico Racca
- Direttore finanziario: Luigi Centenari
- Responsabile qualità e gestione progetti: Francesco Marino
- Direttore ufficio stampa: Silvia Hoffer
- Event Manager: Jonathan Giacobazzi
- Responsabile logistica: Sergio Bondi
- Direttore commerciale: Lucia Pennesi
- Direttore motori ed elettronica: Corrado Iotti
- Direttore Ferrari Corse Clienti e Competizioni GT: Antonello Coletta
- Piloti Competizioni GT: Alessandro Pier Guidi, James Calado, Miguel Molina, Antonio Fuoco, Daniel Serra, Davide Rigon, Nicklas Nielsen, Alessio Rovera, Giancarlo Fisichella, Andrea Bertolini, Toni Vilander, Olivier Beretta, Lilou Wadoux, Thomas Neubauer
- Collaudatori: Zhou Guanyu, Antonio Giovinazzi, Dino Beganovic

Direzione tecnica
- Responsabile strutture Frontend veicolo: Matteo Parlamento
- Chief Project Engineer: Fabio Montecchi
- Ingegneria di pista
  - Responsabile ingegneria di pista: Matteo Togninalli
  - Ingegneri di pista: Riccardo Adami, Bryan Bozzi
  - Responsabile squadra test: Filippo Petrucci
  - Performance engineers: Edoardo Brosco, Carlo Santi
  - Sviluppo e performance gomme: Daniele Giordano
- Progettisti ufficio tecnico
  - Responsabile: Tiziano Battistini
  - Gruppo cambio: Davide Piccinini (responsabile)
  - Gruppo meccanica: Marco Civinelli (responsabile), Oto Tortorella, Giorgio Rossetti, Roberto Casali
  - Gruppo operazioni veicolo: Luca Pomicino (responsabile) Piero Delorenzi, Giuliano Zini
  - Gruppo idraulica e raffreddamento: Bruno Petrini (responsabile), Luca Brunatto, Marcello Bianchini.
  - Gruppo compositi: John Lockwood (responsabile)
- Ricerca & sviluppo: Nick Collet, Andrea Candelpergher, Marco Civinelli, Scott Vizniowski

Direzione motore
- Responsabile team esterni: Claudio Albertini
- Responsabile affidabilità motori: Enrico Gualtieri
- Responsabile assemblaggio motore e ERS: Marco Inoretti

Elettronica
- Responsabile elettronica: Stefano Lovera
- Responsabile test pista: Alessandro Quartieri
- Ingegneri di pista: Sandro Selva, Stefano Romeo
- Qualità e produzione: Diego Tavani
- Responsabile ufficio tecnico: Dennis Virdis
- Elettrauto: Francesco Cigarini, Davide Padovani, Stefano Libbra

Montaggio telaio e cambio
- Meccanici montaggio cambio: Luciano Prandini, Marco Belli
- Ingegnere cambista: Paolo Crespiatico
- Meccanici montaggio telaio: Filippo Miliani, Carlo Gruzza, Andrea Genoni, Davide Zigola, Andrea Di Musciano, Emerson Venturelli
- Responsabile assemblaggio veicolo e operazioni di pista: Diego Ioverno

### Team Principal
- 1930-1931:  Saracco Ferrari
- 1932-1933:  Mario Lolli
- 1934:  Federico Giberti
- 1934-1939:  Nello Ugolini
- 1947-1951:  Federico Giberti
- 1952-1955:  Nello Ugolini
- 1956:  Eraldo Sculati

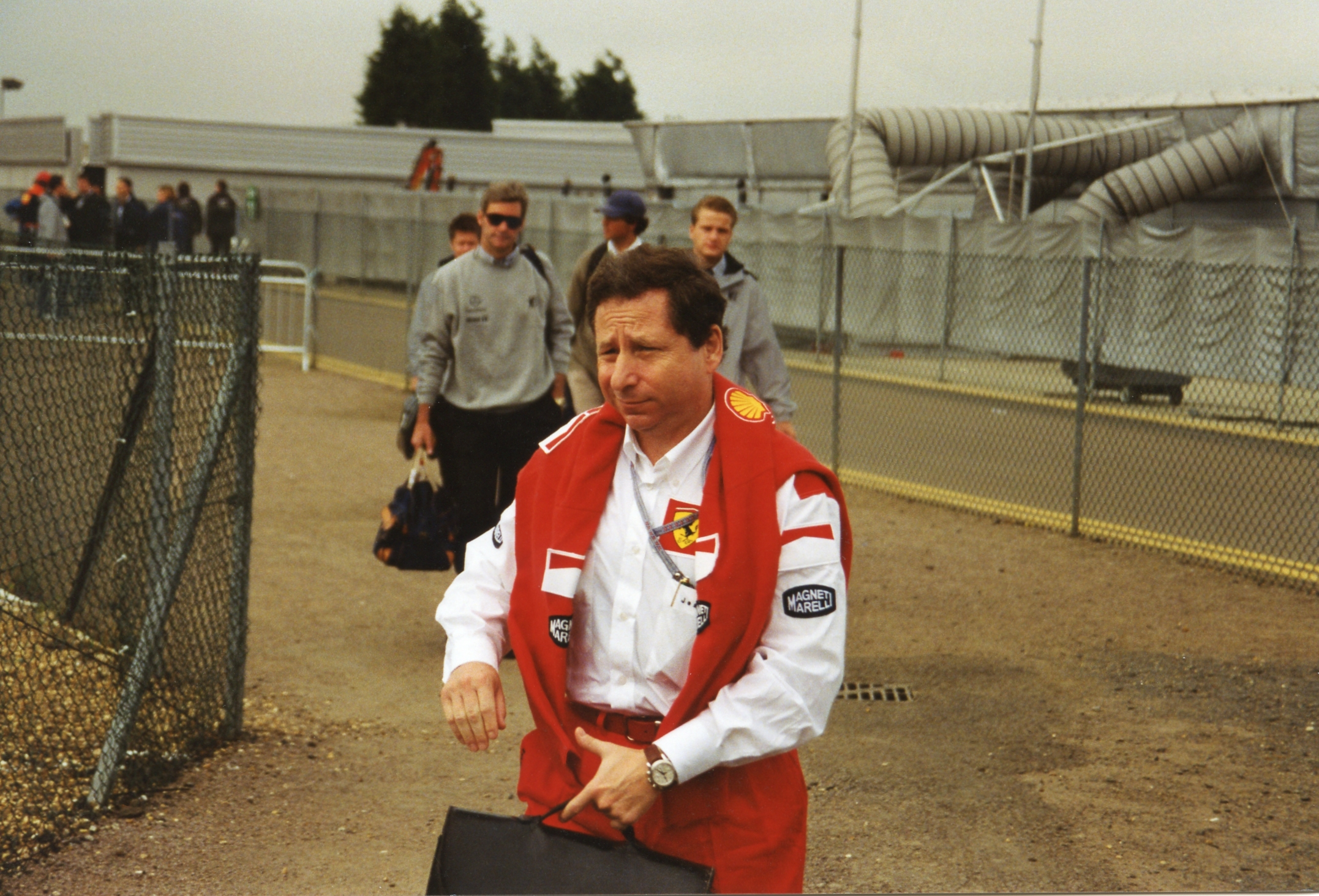
Jean Todt, in carica dal 1993 al 2007, è il Team Principal più longevo e vincente nella storia della Scuderia.

- 1957:  Girolamo "Mino" Ferrari Amoretti
- 1957-1961:  Romolo Tavoni
- 1962-1966:  Eugenio Dragoni
- 1967:  Franco Lini
- 1968-1970:  Franco Gozzi
- 1971-1972:  Peter Schetty
- 1973:  Alessandro Colombo
- 1973-1975:  Luca Cordero di Montezemolo
- 1976:  Guido Rosani e  Daniele Audetto
- 1977:  Roberto Nosetto
- 1978-1988:  Marco Piccinini
- 1988:  Pier Giorgio Cappelli
- 1989-1991:  Cesare Fiorio
- 1991-1992:  Claudio Lombardi
- 1992-1993:  Sante Ghedini
- 1993-2007:  Jean Todt
- 2008-2014:  Stefano Domenicali
- 2014:  Marco Mattiacci
- 2014-2019:  Maurizio Arrivabene
- 2019-2022:  Mattia Binotto
- 2023-:  Frédéric Vasseur

## Statistiche

### Formula 1
Titoli mondiali
| Stagione | Campionato piloti  | Campionato costruttori                                        |
| -------- | ------------------ | ------------------------------------------------------------- |
| 1952     | Alberto Ascari     | -                                                             |
| 1953     | Alberto Ascari     | -                                                             |
| 1956     | Juan Manuel Fangio | -                                                             |
| 1958     | Mike Hawthorn      | -                                                             |
| 1961     | Phil Hill          | Phil Hill Wolfgang von Trips Giancarlo Baghetti               |
| 1964     | John Surtees       | Lorenzo Bandini John Surtees                                  |
| 1975     | Niki Lauda         | Clay Regazzoni Niki Lauda                                     |
| 1976     | -                  | Niki Lauda Clay Regazzoni                                     |
| 1977     | Niki Lauda         | Niki Lauda Carlos Reutemann                                   |
| 1979     | Jody Scheckter     | Jody Scheckter Gilles Villeneuve                              |
| 1982     | -                  | Gilles Villeneuve Patrick Tambay Didier Pironi Mario Andretti |
| 1983     | -                  | Patrick Tambay René Arnoux                                    |
| 1999     | -                  | Michael Schumacher Mika Salo Eddie Irvine                     |
| 2000     | Michael Schumacher | Michael Schumacher Rubens Barrichello                         |
| 2001     | Michael Schumacher | Michael Schumacher Rubens Barrichello                         |
| 2002     | Michael Schumacher | Michael Schumacher Rubens Barrichello                         |
| 2003     | Michael Schumacher | Michael Schumacher Rubens Barrichello                         |
| 2004     | Michael Schumacher | Michael Schumacher Rubens Barrichello                         |
| 2007     | Kimi Räikkönen     | Felipe Massa Kimi Räikkönen                                   |
| 2008     | -                  | Kimi Räikkönen Felipe Massa                                   |

Piloti vincitori
| Pilota                | Anni                        | Titoli mondiali | Gran Premi | Pole position | Vittorie |
| --------------------- | --------------------------- | --------------- | ---------- | ------------- | -------- |
| Michael Schumacher    | 1996-2006                   | 5               | 179        | 58            | 72       |
| Niki Lauda            | 1974-1977                   | 2               | 57         | 23            | 15       |
| Alberto Ascari        | 1950-1954                   | 2               | 27         | 13            | 13       |
| Kimi Räikkönen        | 2007-2009, 2014-2018        | 1               | 151        | 7             | 10       |
| John Surtees          | 1963-1966                   | 1               | 30         | 4             | 4        |
| Mike Hawthorn         | 1953-1955, 1957-1958        | 1               | 35         | 4             | 3        |
| Phil Hill             | 1958-1962                   | 1               | 31         | 6             | 3        |
| Jody Scheckter        | 1979-1980                   | 1               | 28         | 1             | 3        |
| Juan Manuel Fangio    | 1956                        | 1               | 7          | 6             | 3        |
| Sebastian Vettel      | 2015-2020                   | -               | 118        | 12            | 14       |
| Felipe Massa          | 2006-2013                   | -               | 139        | 15            | 11       |
| Fernando Alonso       | 2010-2014                   | -               | 96         | 4             | 11       |
| Rubens Barrichello    | 2000-2005                   | -               | 102        | 11            | 9        |
| Charles Leclerc       | 2019-                       | -               | 140        | 27            | 8        |
| Gilles Villeneuve     | 1977-1982                   | -               | 66         | 2             | 6        |
| Jacky Ickx            | 1968, 1970-1973             | -               | 55         | 11            | 6        |
| Gerhard Berger        | 1987-1989, 1993-1995        | -               | 96         | 7             | 5        |
| Carlos Reutemann      | 1976-1978                   | -               | 34         | 2             | 5        |
| Alain Prost           | 1990-1991                   | -               | 30         | -             | 5        |
| Carlos Sainz Jr.      | 2021-2024                   | -               | 88         | 6             | 4        |
| Clay Regazzoni        | 1970-1972, 1974-1976        | -               | 73         | 4             | 4        |
| Eddie Irvine          | 1996-1999                   | -               | 65         | -             | 4        |
| Michele Alboreto      | 1984-1988                   | -               | 80         | 2             | 3        |
| René Arnoux           | 1983-1985                   | -               | 32         | 4             | 3        |
| Nigel Mansell         | 1989-1990                   | -               | 31         | 3             | 3        |
| Peter Collins         | 1956-1958                   | -               | 20         | -             | 3        |
| Didier Pironi         | 1981-1982                   | -               | 25         | 1             | 2        |
| Wolfgang von Trips    | 1956-1961                   | -               | 24         | 1             | 2        |
| Patrick Tambay        | 1982-1983                   | -               | 21         | 4             | 2        |
| José Froilán González | 1951, 1954-1955, 1957, 1960 | -               | 15         | 3             | 2        |
| Tony Brooks           | 1959                        | -               | 7          | 2             | 2        |
| Jean Alesi            | 1991-1995                   | -               | 79         | 1             | 1        |
| Lorenzo Bandini       | 1962-1967                   | -               | 35         | 1             | 1        |
| Nino Farina           | 1952-1955                   | -               | 20         | 3             | 1        |
| Maurice Trintignant   | 1954-1955, 1957             | -               | 17         | -             | 1        |
| Luigi Musso           | 1956-1958                   | -               | 15         | -             | 1        |
| Piero Taruffi         | 1951-1952, 1954-1955        | -               | 13         | -             | 1        |
| Mario Andretti        | 1971-1972, 1982             | -               | 12         | 1             | 1        |
| Giancarlo Baghetti    | 1961-1962, 1966             | -               | 8          | -             | 1        |
| Ludovico Scarfiotti   | 1963-1967                   | -               | 6          | -             | 1        |

Record

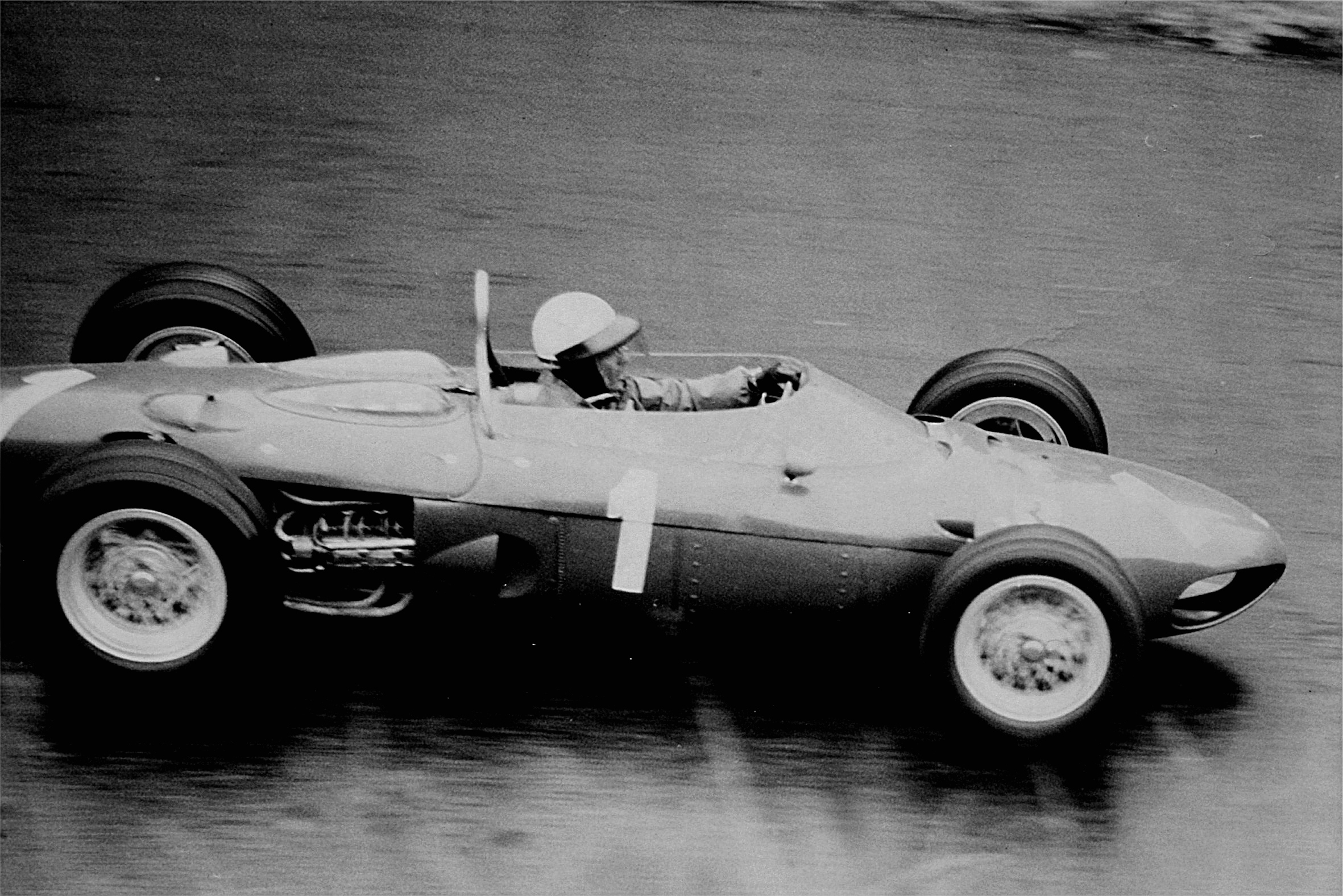
Phil Hill alla guida della 156 F1 al Nürburgring Nordschleife nel 1962

La Ferrari ha ottenuto un successo ineguagliato in Formula 1 e detiene sostanzialmente tutti i record significativi, tra i quali:
- Maggior numero di campionati costruttori: 16
- Maggior numero di campionati piloti: 15
- Maggior numero di Gran Premi disputati: 1 112
- Maggior numero di vittorie in assoluto: 248
- Maggior numero di podi in assoluto: 834
- Maggior numero di doppiette: 87
- Maggior numero di pole position in assoluto: 254
- Maggior numero di punti in assoluto: 10 584
- Maggior numero di giri veloci in assoluto: 263
- Maggior numero di stagioni consecutive con almeno una vittoria in ognuna di esse: 20 (1994-2013)

## Vetture

### Formula 1
Le vetture con cui la Scuderia Ferrari ha corso in Formula 1 sono:
- Ferrari 125 F1 (1950)
- Ferrari 166 F2 (1950)
- Ferrari 275 F1 (1950)
- Ferrari 375 F1 (1950-1951)
- Ferrari 212 F1 (1951-1952)
- Ferrari 500 F2 (1952-1953) P nel 1952-1953
- Ferrari 375 Indy (1952, 1956) P nel 1952
- Ferrari 553 F1 (1953-1954)
- Ferrari 625 F1 (1954-1955)
- Ferrari 555 F1 (1955-1956)
- Ferrari Bardahl Special (1956)
- Ferrari D50 (1956-1957) P nel 1956
- Ferrari 801 (1957)
- Ferrari 246 F1 (1958) P
- Ferrari 156 F2 (1959)
- Ferrari 256 F1 (1959-1960)
- Ferrari 246 P (1960)
- Ferrari 156 P (1960)
- Ferrari 156 F1 (1961-1962) PC nel 1961
- Ferrari 156 F1-63 (1963)
- Ferrari 156 Aero (1963-1964) C nel 1964
- Ferrari 158 (1964-1965) PC nel 1964
- Ferrari 1512 (1964-1965) C nel 1964
- Ferrari 246 F1-66 (1966)
- Ferrari 312 F1 (1966-1967)
- Ferrari 312/67 F1 (1967-1968)
- Ferrari 312/68 F1 (1968-1969)
- Ferrari 312/69 F1 (1969)
- Ferrari 312 B (1969-1971)
- Ferrari 312 B2 (1971-1973)
- Ferrari 312 B3 (1973)
- Ferrari 312 B3-74 (1974-1975) PC nel 1975
- Ferrari 312 T (1975-1976) PC nel 1975, C nel 1976
- Ferrari 312 T2 (1976-1978) C nel 1976, PC nel 1977
- Ferrari 312 T3 (1978-1979) PC nel 1979
- Ferrari 312 T4 (1979) PC
- Ferrari 312 T5 (1980)
- Ferrari 126 CK (1981)
- Ferrari 126 C2 (1982) C
- Ferrari 126 C2B (1983) C
- Ferrari 126 C3 (1983) C
- Ferrari 126 C4 (1984)
- Ferrari 156-85 (1985)
- Ferrari F1-86 (1986)
- Ferrari F1-87 (1987)
- Ferrari F1-87/88C (1988)
- Ferrari 640 F1 (1989)
- Ferrari 641 F1 (1990)
- Ferrari 641/2 F1 (1990)
- Ferrari 642 F1 (1991)
- Ferrari 643 F1 (1991)
- Ferrari F92A (1992)
- Ferrari F92AT (1992)
- Ferrari F93A (1993)
- Ferrari 412 T1 (1994)
- Ferrari 412 T1B (1994)
- Ferrari 412 T2 (1995)
- Ferrari F310 (1996)
- Ferrari F310B (1997)
- Ferrari F300 (1998)
- Ferrari F399 (1999) C
- Ferrari F1-2000 (2000) PC
- Ferrari F2001 (2001-2002) PC
- Ferrari F2002 (2002-2003) PC
- Ferrari F2003-GA (2003) PC
- Ferrari F2004 (2004) PC
- Ferrari F2004M (2005)
- Ferrari F2005 (2005)
- Ferrari 248 F1 (2006)
- Ferrari F2007 (2007) PC
- Ferrari F2008 (2008) C
- Ferrari F60 (2009)
- Ferrari F10 (2010)
- Ferrari 150º Italia (2011)
- Ferrari F2012 (2012)
- Ferrari F138 (2013)
- Ferrari F14 T (2014)
- Ferrari SF15-T (2015)
- Ferrari SF16-H (2016)
- Ferrari SF70H (2017)
- Ferrari SF71H (2018)
- Ferrari SF90 (2019)
- Ferrari SF1000 (2020)
- Ferrari SF21 (2021)
- Ferrari F1-75 (2022)
- Ferrari SF-23 (2023)
- Ferrari SF-24 (2024)
- Ferrari SF-25 (2025)

Tra parentesi sono indicati i campionati mondiali a cui ha partecipato la vettura. "P" indica che la vettura ha vinto il campionato mondiale piloti, "C" che ha vinto quello costruttori.

Alberto Ascari su una 553 F2 durante le prove del Gran Premio d'Italia 1953
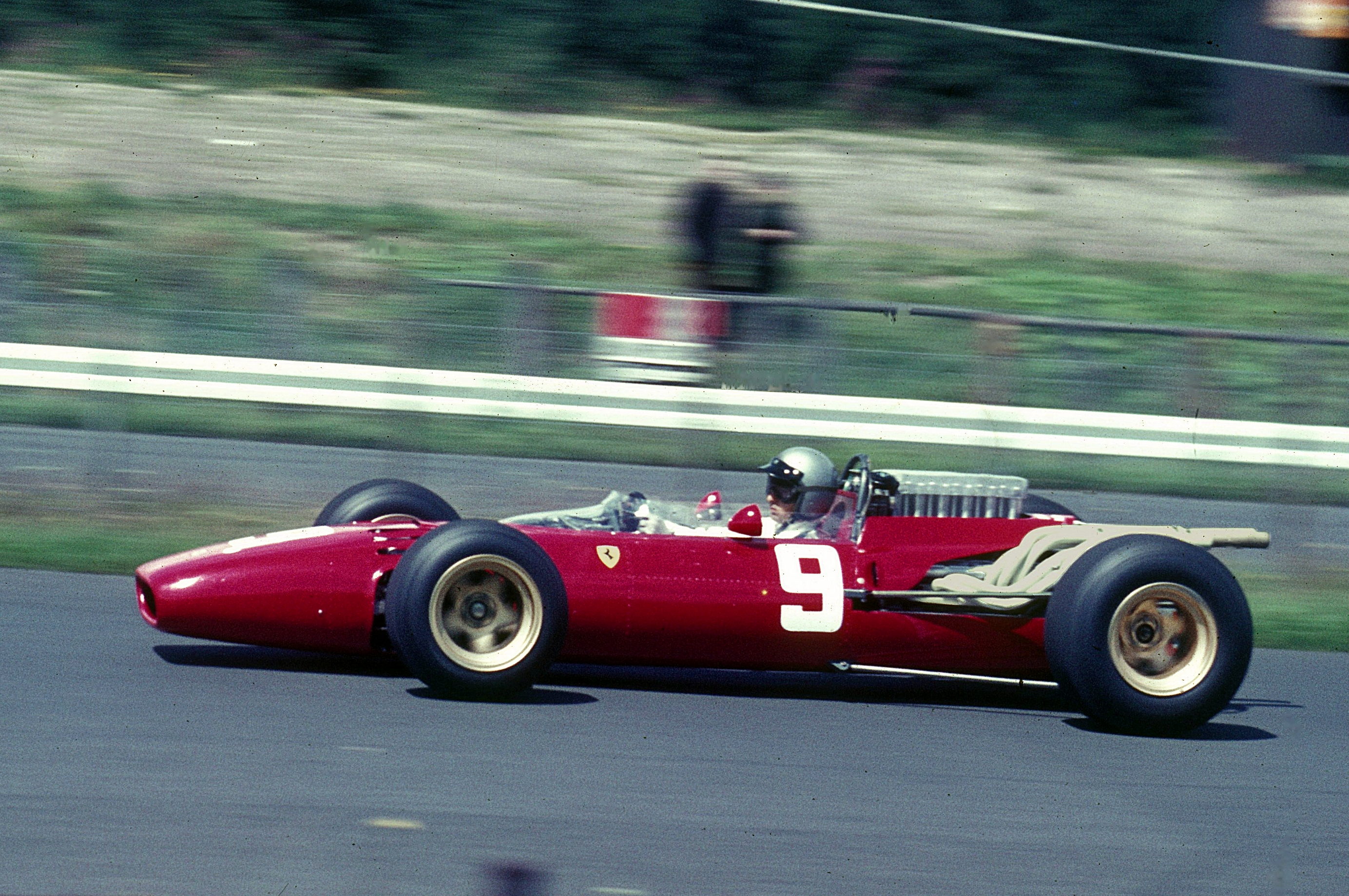
Lorenzo Bandini alla guida di una 312 F1 nel 1966
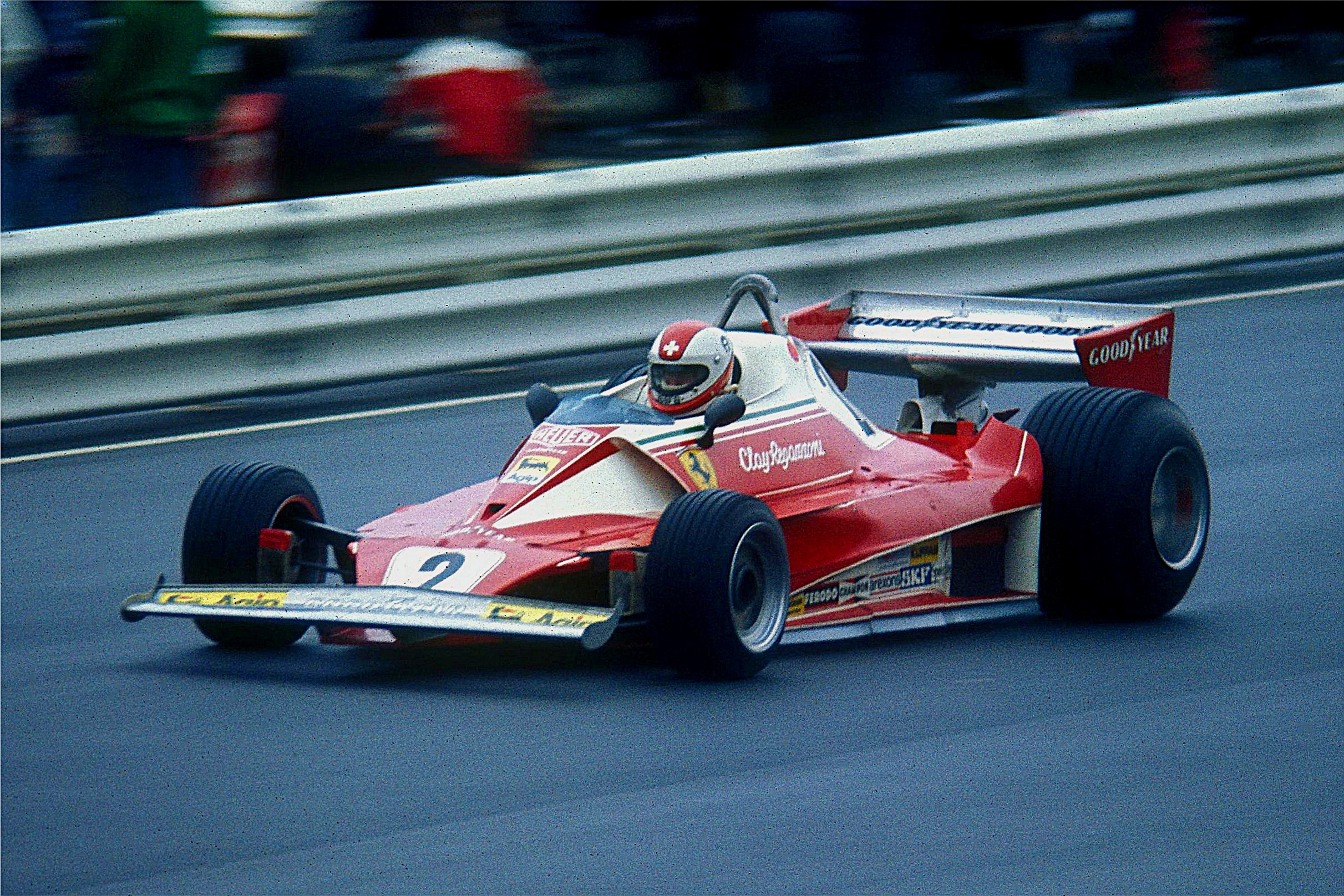
Clay Regazzoni su una 312 T2 nel 1976
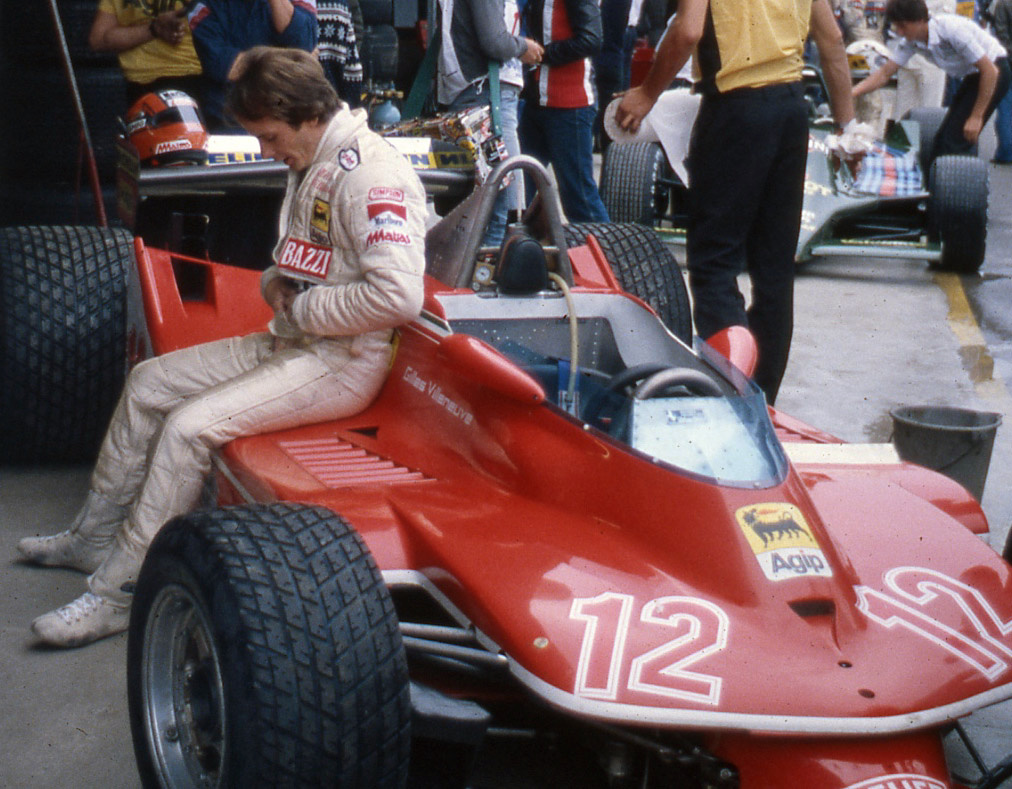
Gilles Villeneuve seduto sulla sua 312 T4 durante il fine settimana del Gran Premio Dino Ferrari del 1979
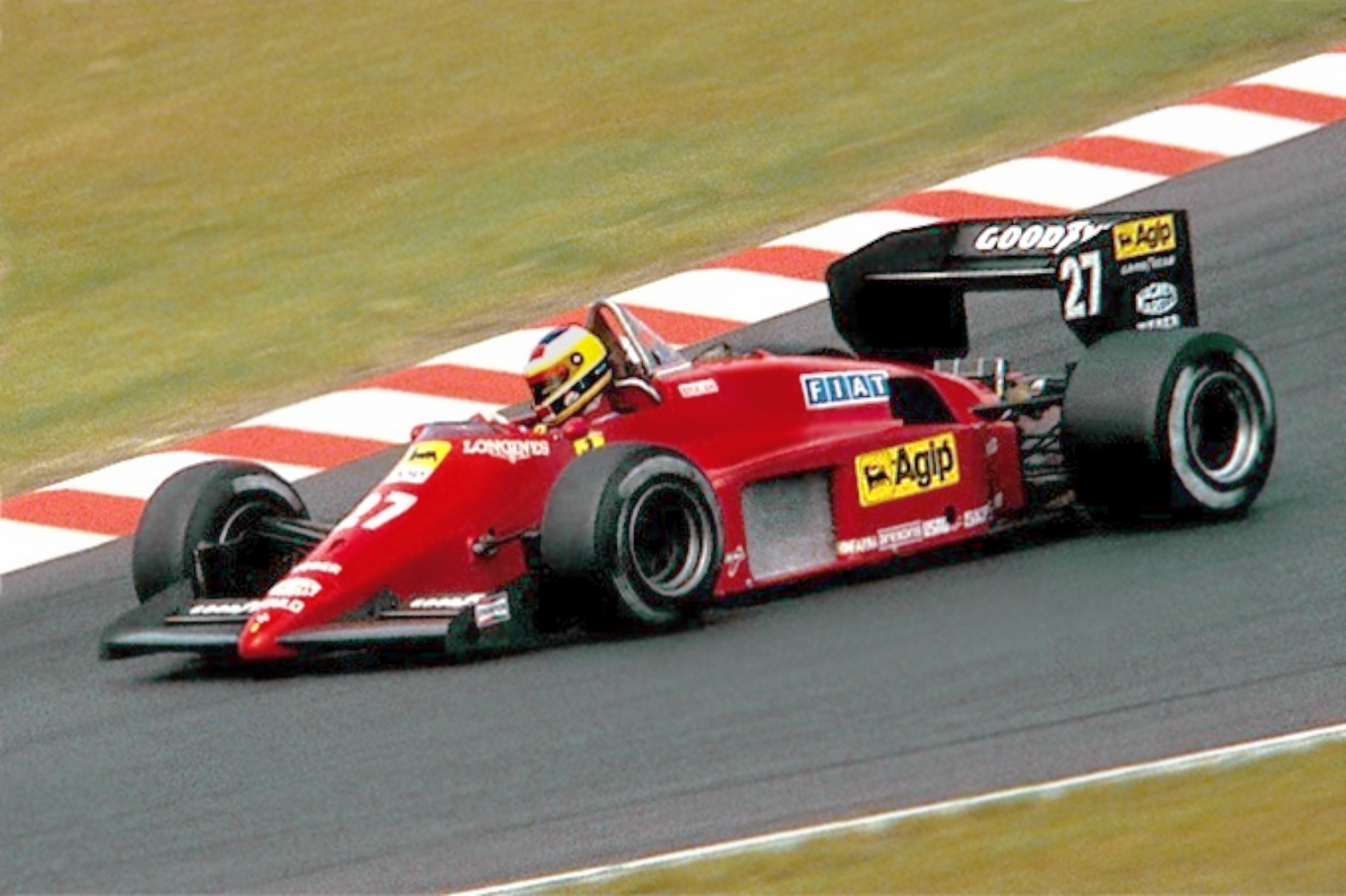
Michele Alboreto impegnato sulla 156-85 del 1985
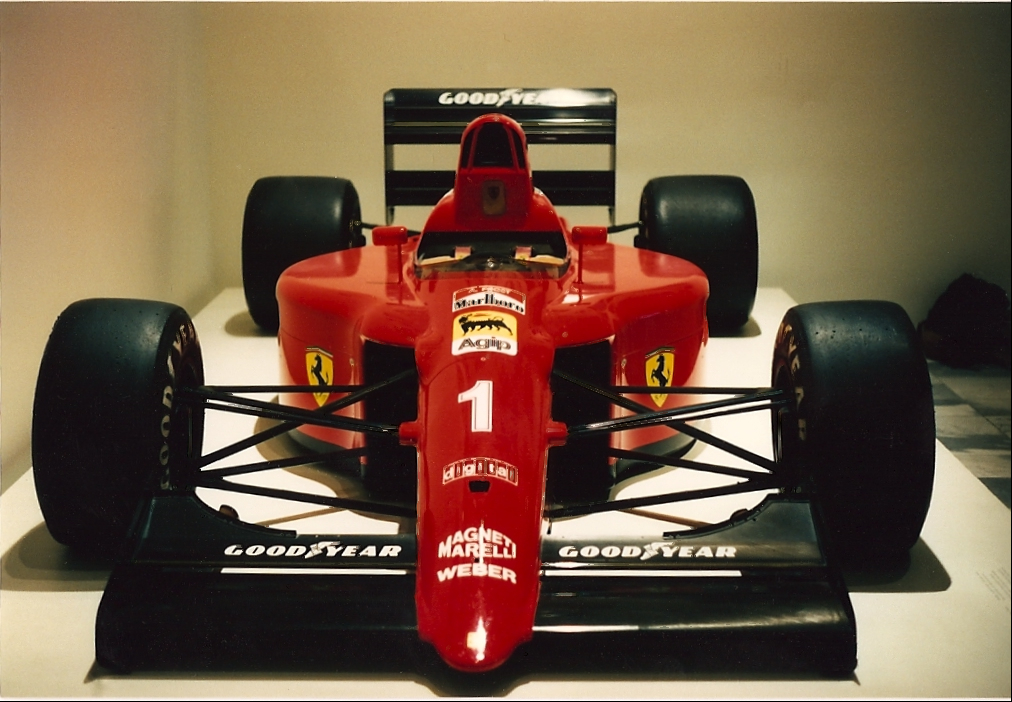
La 641 F1 di Alain Prost e Nigel Mansell del 1990
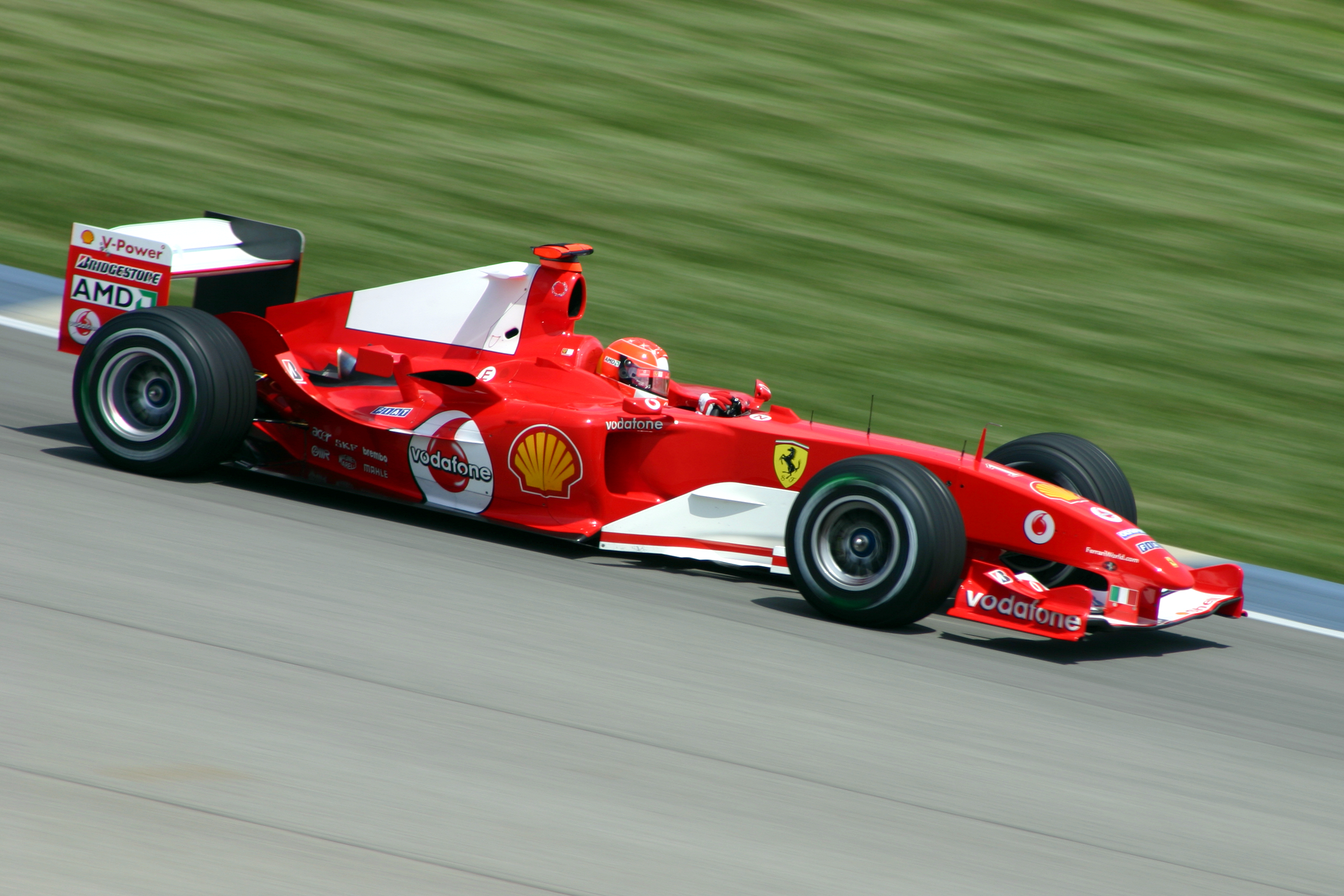
La F2004 è la monoposto Ferrari che ha ottenuto più vittorie in una stagione (15 su 18 gare) con Michael Schumacher e Rubens Barrichello
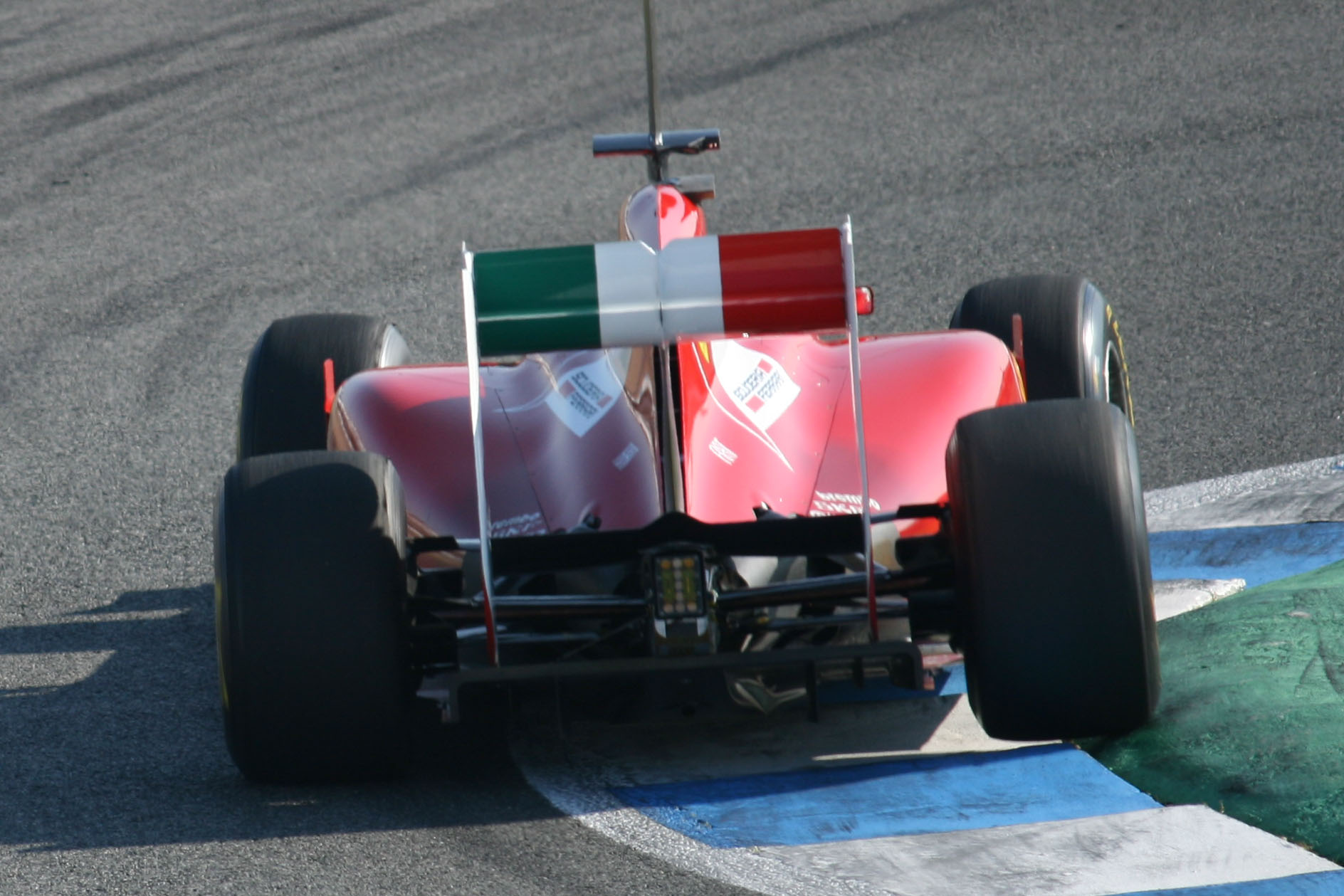
Nata per celebrare il 150º anniversario dell'Unità d'Italia, la 150º Italia di Fernando Alonso e Felipe Massa aveva un tricolore dipinto sull'alettone posteriore

### Sport, Prototipo e Sport Prototipo

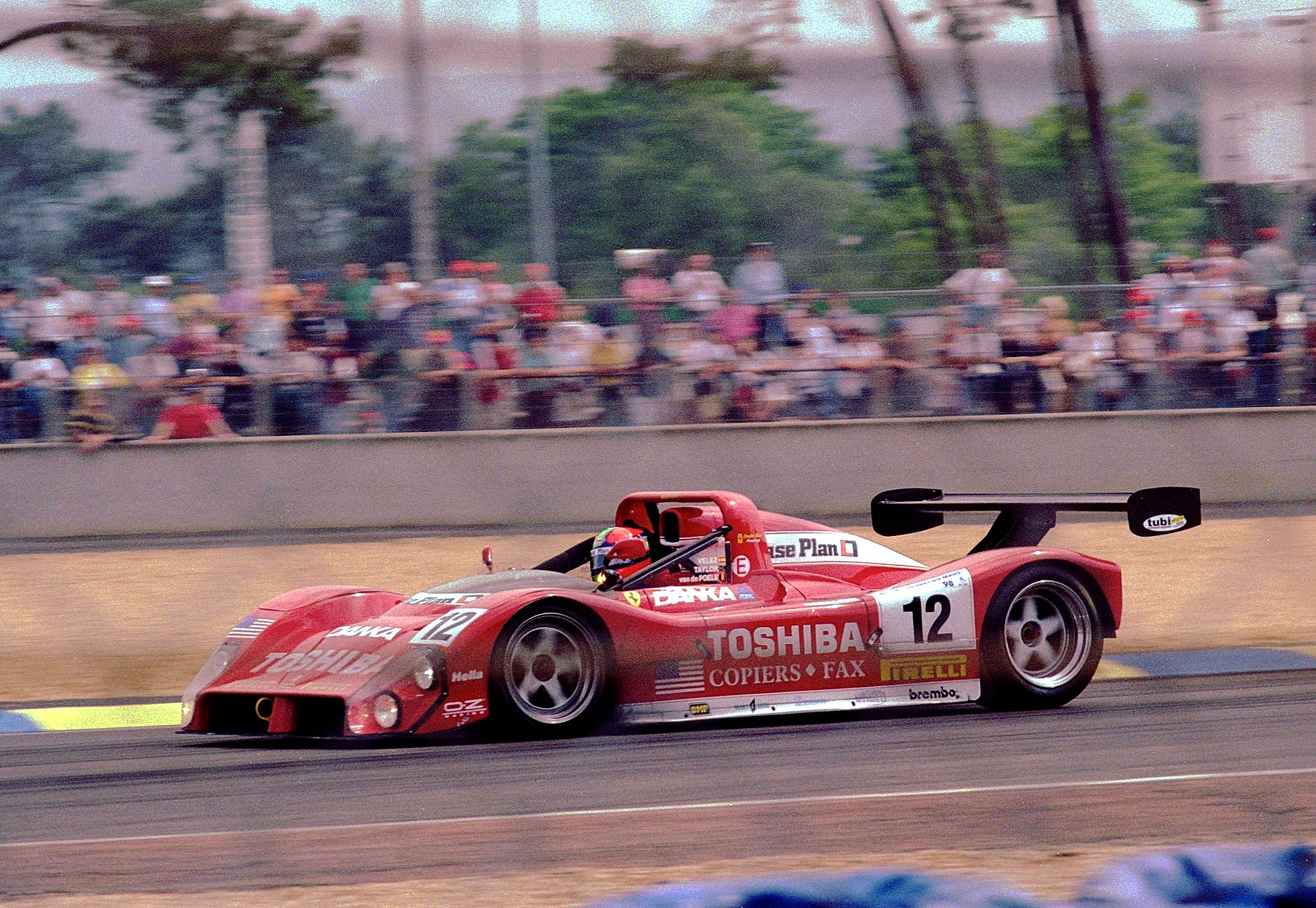
La Ferrari 333 SP vincitrice di classe alla 24 Ore di Le Mans 1998

- 125 S (1947)
- 159 S (1947)
- 166 S (1948)
- 166 SC (1948)
- 166 MM (1948)
- 166 Inter Corsa (1948)
- 166 Inter Sport (1948)
- 195 S (1950)
- 340 America (1950)
- 212 Export (1951)
- 225 S (1951)
- 250 S (1952)
- 340 Mexico (1952)
- 250 MM (1953)
- Abarth 166 MM/53 (1953)
- 735 S (1953)
- 340 MM (1953)
- 375 MM (1953)
- 500 Mondial (1953)
- 625 TF (1953)
- 375 Plus (1954)
- 750 Monza (1954)
- 250 Monza (1954)
- 376 S (1955)
- 735 LM (1955)
- 860 Monza (1956)
- 410 S (1956)
- 290 MM (1956)
- 625 LM (1956)
- 500 TR (1956)
- 290 S (1957)
- 315 S (1957)
- 335 S (1957)
- 500 TRC (1957)
- 250 Testa Rossa (1957)
- Dino 196 S (1958)
- Dino 246 S (1958)
- 246 SP (1961)
- 196 SP (1962)
- 286 SP (1962)
- 248 SP (1962)
- 268 SP (1962)
- 330 LM (1962)
- 250 P (1963)
- 250 LM (1963)
- 330 P (1963)
- 275 P (1964)
- Dino 166 P (1965)
- Dino 206 S (1966)
- Dino 206 SP (1965)
- 275 P2 (1965)
- 330 P2 (1965)
- 365 P2 (1965)
- 365 P2/3 (1966)
- 330 P3 (1966)
- 330 P3/4 (1967)
- 330 P4 (1967)
- 412 P (1967)
- 350 CanAm (1967)
- 612 CanAm (1968)
- 212 E (1969)
- 312 P (1969)
- 512 S (1970)
- 512 M (1970)
- 312 PB (1971)
- 712 CanAm (1971)
- 333 SP (1994)
- 499P (2023)
- 499P Modificata (2023)

### Gran Turismo
- 250 GT Berlinetta (1956)

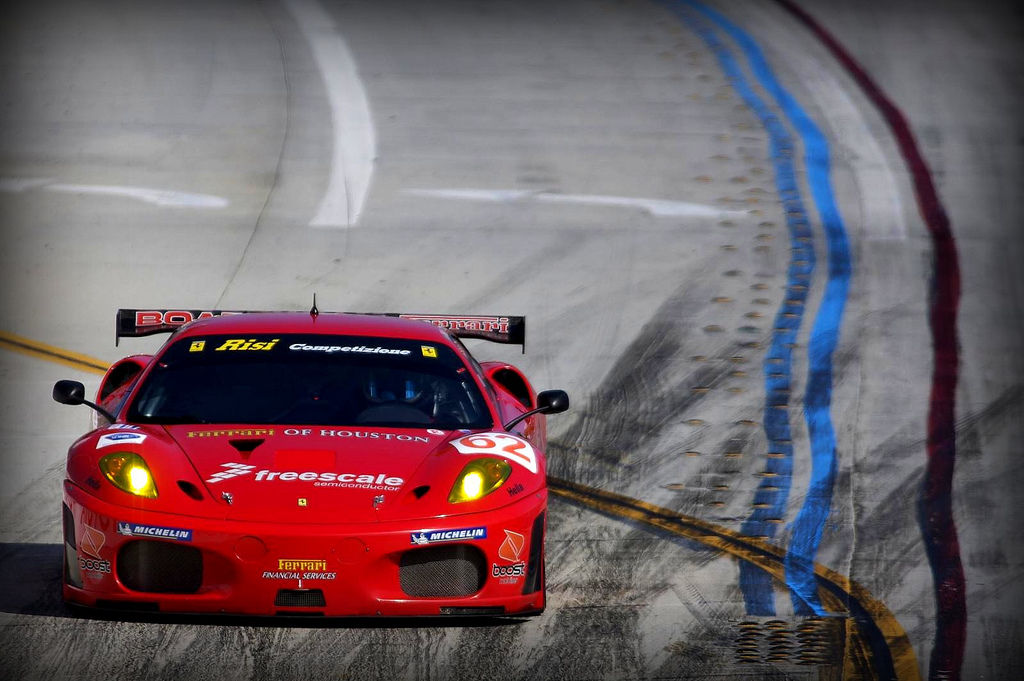
Una Ferrari F430 GTC impegnata a Long Beach durante una prova dell'American Le Mans Series (2008)

- 250 GT Berlinetta passo corto (1959)
- 250 GT California (1959)
- 250 GTO (1962)
- 275 GTB Competizione (1965)
- 365 GTB/4 Competizione (1971)
- 512 BB LM (1978)
- F40 LM (1989)
- F40 Competizione (1989)
- 348 GT Competizione (1993)
- F40 GTE (1994)
- F50 GT (1996)
- 550 Maranello GTS (2001)
- 360 Modena GT (2001)
- 575M Maranello GTC (2003)
- 360 Modena GTC (2004)
- F430 GTC (2006)
- F430 GT3 (2006)
- F430 Scuderia GT3 (2008)
- 458 Italia GT2 (2010)
- 458 Italia GTC (2011)
- 458 Italia GT3 (2011)
- 458 Italia Grand AM (2012)
- 488 GTE (2016)
- 488 GT3 (2016)
- 296 GT3 (2022)

### Altre monoposto
- Ferrari Dino 246 Tasmania (1968)
- Ferrari Cart (1986)

### Ferrari Challenge
- 348 Challenge (1993)
- F355 Challenge (1995)
- 360 Modena Challenge (2000)
- F430 Challenge (2006)
- 458 Italia Challenge (2011)
- 488 Challenge (2016)

### Programma XX
- FXX (2005)
- 599XX (2010)
- FXX K (2014)

## Loghi

Il logo storico del Cavallino Rampante in uso dal 1929
Il primo logo con wordmark «Ferrari» usato dal 1950 al 1964
Il composit logo usato dal 2011 al 2017, la cui grafica rimanda al title partner Marlboro
Il composit logo della Scuderia Ferrari Mission Winnow usato dal 2019 al 2021
Il composit logo della Scuderia Ferrari HP in uso dal 2024

### Esplicative
1. ↑  La Scuderia Ferrari non prese parte al Gran Premio di Francia 1950, ritirandosi alla vigilia delle qualifiche a causa della scarsa competitività della monoposto 275 F1;[1] ci fu comunque la partecipazione di Peter Whitehead su una Ferrari privata, terzo al traguardo.[2]
2. ↑  Vengono indicati soltanto i piloti che hanno contribuito a portare punti validi per il titolo.
3. 1 2 3  Il campionato costruttori non esisteva prima del 1958.
4. ↑  Una vittoria condivisa con Luigi Musso.
5. ↑  Condivisa con Juan Manuel Fangio.

### Bibliografiche
1. ↑   Sul circuito di Reims 1º Fangio, 2º Fagioli, in Stampa Sera, 3 luglio 1950,  p. 4.
2. ↑  (EN) Martin Williamson, French Grand Prix 1950, su en.espn.co.uk.
3. 1 2  (EN) Ferrari and HP Announce a Title Partnership, su press.hp.com, 24 aprile 2024.
4. ↑  (EN)  «Scuderia Ferrari is the only team that has taken part in the World Championship in every single season since it was initiated in 1950. It has won more victories and taken more pole positions than any other, and it commands worldwide affection, deep respect and fervent support in every country where F1 is run – or watched on TV, for that matter. Ferrari is still Formula One's yardstick for achievement. They have earned immense success in classic sports car events, too, from Le Mans to Daytona, from the Nürburgring to Monza. It is a truly astounding record, and it is due to the autocratic driving force of Enzo Ferrari himself», cfr. Walker, Taylor, Enzo Ferrari – The Legend Lives On
5. ↑  «Una Ferrari [...] la cui epopea ha attraversato tutta la seconda metà del Novecento. Una Ferrari diversa, all'epoca protagonista in una pluralità di Campionati (oggi per lo più tutti scomparsi o snaturati) per la quale, almeno in alcuni momenti della sua storia, la Formula 1 ha rappresentato solo un tassello di un mosaico sportivo assai più complesso e intricato che, oltre alle monoposto, prevedeva un costante impegno in Formula 2, nelle gare di durata, in pista e su strada, nelle corse in salita e in quelle riservate alle Granturismo [...] ...i tasselli sono rappresentati da gare dall'intramontabile fascino, quali la 24 Ore di Le Mans, la Targa Florio o il Grand Prix di Montecarlo [...] ...ma soprattutto da uomini, piloti e campioni, che hanno contribuito in maniera determinante, questi ultimi talvolta con l'estremo sacrificio, a creare il Mito», cfr. Acerbi, Introduzione
6. ↑  (EN) In profile, su formula1.com.
7. ↑   Carlo Marincovich, Rossa, abbagliante, Ferrari, in la Repubblica, 8 gennaio 1997. URL consultato il 28 gennaio 2021.
8. ↑  (EN) 2021 and 2022 FIA Formula One World Championship Entry Lists, su fia.com, 7 dicembre 2021. URL consultato il 3 gennaio 2022 (archiviato dall'url originale il 7 dicembre 2021).
9. ↑   Marco Belloro, Sponsor Ferrari 2022: assenti Mission Winnow, Ups e Weichai, su formulapassion.it, 1º gennaio 2022.
10. ↑   Scuderia Ferrari e Philip Morris International estendono la loro partnership, su corporate.ferrari.com, 20 febbraio 2018.
11. ↑   Simone Valtieri, F1 2019, depositati nomi e numeri: la Ferrari si chiamerà Mission Winnow, su motorbox.com, 2 dicembre 2018.
12. ↑  (EN) Kurt Badenhausen, Real Madrid Tops The World's Most Valuable Sports Teams, su forbes.com, 15 luglio 2013.
13. ↑  (EN) The World's 50 Most Valuable Sports Teams 2013, su forbes.com.
14. ↑  Massaro, p. 24.
15. ↑  Massaro, p. 25.
16. ↑  Massaro, p. 26.
17. ↑  Massaro, p. 30.
18. 1 2 3 4 5 6 7 8 9 10 11 12 13 14 15 16 17 18 19 20 21 22   La storia della Ferrari in F1, su panorama-auto.it. URL consultato il 31 maggio 2018 (archiviato dall'url originale il 20 gennaio 2018).
19. ↑   Verderio S: 50 anni fa la tragedia al GP di Monza., su merateonline.it. URL consultato il 15 settembre 2011.
20. 1 2 3 4 5 6 7 8 9   Paolo Pellegrini, F1, Motori Ferrari clienti: una sola vittoria in 70 anni. Ora serve il salto di qualità!, su circusf1.com, 25 novembre 2020. URL consultato il 18 febbraio 2022 (archiviato dall'url originale il 30 novembre 2021).
21. ↑   Raffaele Dalla Vite, Ferrari pronta a graffiare, in La Gazzetta dello Sport, 30 marzo 1997.
22. ↑   Quando la Acer "fece" motori per la F1, su iconwheels.it, 23 gennaio 2015.
23. ↑   Vincenzo Borgomeo, Vettel porta al trionfo la Toro Rosso, su repubblica.it, 14 settembre 2008.
24. ↑   Matteo Pittaccio, WEC | Ferrari 333SP: l'ultimo e sottovalutato prototipo di Maranello, su p300.it, 29 ottobre 2022.
25. ↑   Ferrari entra nell'era delle Le Mans Hypercar, su ferrari.com, 24 febbraio 2021.
26. ↑   Franco Nugnes, Ferrari a Le Mans insieme ad AF Corse nel programma LMH, su it.motorsport.com, 7 giugno 2021.
27. ↑   Scuderia Ferrari Team, su ferrari.com.